# Carlos Queiroz
Carlos Manuel Brito Leal de Queiroz (Nampula, 1º marzo 1953) è un allenatore di calcio portoghese.

## Carriera

### Calciatore ed esordi in panchina
Nato a Nampula, in Mozambico, da genitori portoghesi, Queiroz ebbe una breve carriera da calciatore, giocando come portiere nel suo paese natale, al Ferroviário Nampula, prima di diventare allenatore. Si trasferì in Portogallo dopo la cosiddetta rivoluzione dei garofani del 25 aprile 1974 e la successiva dichiarazione di indipendenza del Mozambico del 1975. Cominciò a lavorare nel calcio giovanile. Allenò la nazionale portoghese Under-20 al campionato mondiale di categoria, conducendola a due vittorie, nel 1989 e nel 1991. In quel periodo quella selezione portoghese annoverava numerose promesse poi diventate campioni: Luís Figo, Rui Costa, Fernando Couto, João Pinto, Jorge Costa e Vítor Baía.

### Nazionale portoghese e Sporting
Nel 1984 fu nominato vice-allenatore dell'Estoril-Praia. Nel 1991, sull'onda del successo conseguito con la nazionale giovanile, fu nominato commissario tecnico della nazionale maggiore lusitana. Con 10 vittorie in 23 partite fallì sia la qualificazione al campionato d'Europa 1992, perdendo lo spareggio contro i Paesi Bassi, sia la qualificazione al campionato del mondo 1994 (eliminazione nel girone per mano dell'Italia e della Svizzera). Nell'ultima partita come CT, nel novembre 1993, fu sconfitto per 0-1 al Meazza di Milano dall'Italia, rovescio che sancì l'eliminazione dei portoghesi. Queiroz abbandonò la panchina della nazionale con molta rabbia, affermando che "bisogna cancellare lo sporco che c'è nella federcalcio portoghese".
Nel 1994 fu assunto dallo Sporting, dove prese il posto di Bobby Robson, esonerato in modo controverso malgrado la squadra fosse prima nella massima serie portoghese. Queiroz prese in mano le redini di una squadra piena di calciatori di classe (Luís Figo, Krasimir Balăkov, Stan Valckx, Capucho, Paulo Sousa, Pacheco, Jorge Cadete) e riuscì a ottenere risultati importanti, ma vide svanire il titolo perdendo in casa per 3-6 contro il Benfica. Malgrado la decisiva tripletta di João Pinto per il Benfica, a condurre lo Sporting verso una sconfitta sicura fu, secondo alcuni commentatori, la sostituzione, effettuata da Queiroz, di Paulo Torres, terzino sinistro, con António Pacheco, centrocampista offensivo, sul risultato di 2-3, cambio che scombussolò l'assetto tattico della squadra. Queiroz restò a Lisbona anche nelle stagioni 1994-1995 e 1995-1996, ma, a dispetto dei copiosi investimenti, riuscì a vincere solo una Coppa di Portogallo e una Supercoppa di Portogallo nel 1995. Si dimise nel maggio 1996.

### USA, Giappone e nazionali
Ingaggiato dai N.Y./N.J. MetroStars, lasciò dopo poco tempo per allenare i Nagoya Grampus Eight. Nel frattempo aveva redatto il Q-Report, un piano dettagliato per lo sviluppo del calcio negli Stati Uniti. Nel 1999 tornò ad allenare una Nazionale di calcio accettando la proposta degli Emirati Arabi Uniti. Nel 2000 guidò il Sudafrica, conducendolo alla qualificazione al campionato del mondo 2002, ai quali il tecnico non partecipò perché si era dimesso a causa di contrasti con la South African Football Association.

### Manchester United e Real Madrid

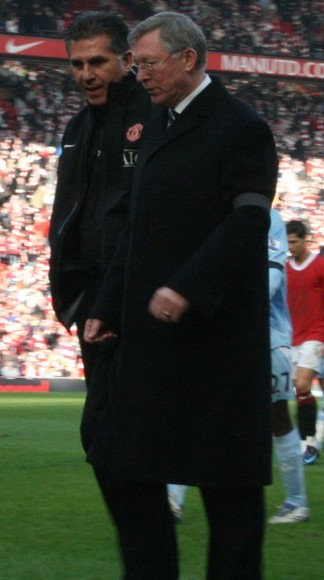
Queiroz e Ferguson nel 2008

Nel giugno 2002 divenne vice-allenatore del Manchester United di Alex Ferguson, che non aveva un assistente dall'estate del 2001, quando Steve McClaren aveva lasciato l'incarico. Nel 2002-2003 il club vinse la Premier League.
Nell'estate del 2003, firmando un contratto di due anni, prese il posto di Vicente del Bosque, esonerato dal Real Madrid con una decisione clamorosa, visto che aveva appena vinto la Liga. Queiroz si trovò ad allenare una squadra piena di stelle di prima grandezza quali Zinédine Zidane, Ronaldo e Luís Figo e il neo-acquisto David Beckham, ma squilibrata sul piano tattico. In particolare la cessione di Claude Makélélé, pedina fondamentale del centrocampo, destò non poche perplessità tra gli addetti ai lavori. Nonostante un buon avvio in Supercoppa di Spagna (vittoria) e in campionato e una buona prima parte di stagione, da Natale in poi l'annata risultò fallimentare. Cinque sconfitte consecutive nelle ultime cinque partite fecero scivolare il Real al quarto posto e causarono l'esonero di Queiroz, che non poté quindi sottrarsi alla sorte infausta che in quel periodo colpiva gli allenatori del Real Madrid.
Alla base dell'insuccesso c'erano anche i dissidi tra il presidente Florentino Pérez, desideroso di vedere schierati in campo i numerosi campioni (i cosiddetti galácticos), e il tecnico portoghese, le cui esigenze tecnico-tattiche non trovavano l'attenzione che meritavano da parte della dirigenza.

### Ritorno sulla panchina lusitana
L'11 luglio 2008 viene nominato nuovamente CT del Portogallo, rimpiazzando il brasiliano Luiz Felipe Scolari. Nel girone di qualificazione per i mondiali 2010, la nazionale lusitana non riesce a imporsi sugli avversari e si qualifica alla fase finale solo tramite i play-off e con due vittorie di misura sulla Bosnia. Dopo aver passato la prima fase dei mondiali, viene sconfitta agli ottavi dalla Spagna (che vincerà la competizione). Nonostante l'eliminazione, Queiroz resta sulla panchina della nazionale, ma a fine agosto viene squalificato 6 mesi dalla propria federazione, secondo la quale il tecnico avrebbe insultato alcuni addetti dell'antidoping, oltre ad averne ostacolato il lavoro prima del mondiale.
Il 9 settembre 2010, a seguito di un disastroso inizio del girone di qualificazione agli Europei 2012 con un pareggio 4-4 con Cipro e una sconfitta per 1-0 contro la Norvegia, la federazione portoghese lo esonera e chiama al suo posto Paulo Bento.

### La prima esperienza in Iran

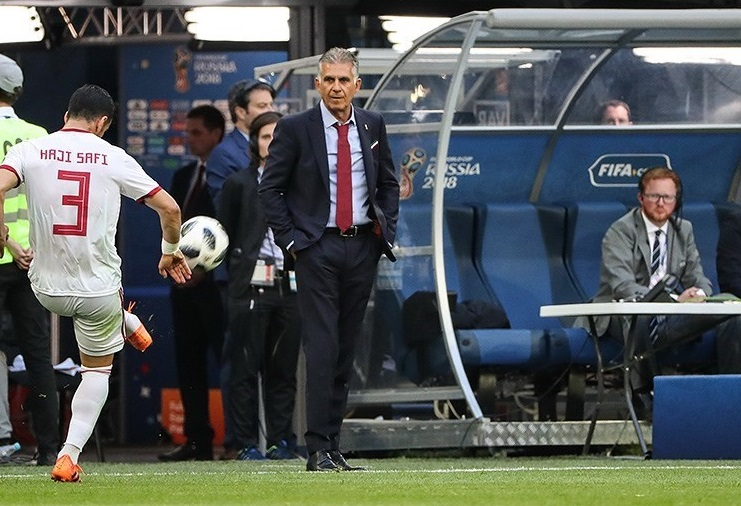
Quieroz durante Marocco-Iran 0-1,

Il 4 aprile 2011 divenne ufficiale la sua nomina a commissario tecnico della nazionale iraniana. Firmò un contratto di quattro anni e mezzo. Riuscì a qualificare la squadra con largo anticipo al campionato del mondo 2014, in cui l'Iran debuttò con un pareggio contro la Nigeria, per poi perdere contro Argentina e Bosnia ed Erzegovina, non riuscendo quindi a superare il primo turno.
Dimessosi nel marzo 2015 per disaccordi con la federcalcio iraniana, Queiroz tornò in sella nell'aprile seguente. Qualificatasi alla Coppa d'Asia 2015 come squadra meglio piazzata nella graduatoria dei sorteggi, la squadra iraniana riuscì ad arrivare fino ai quarti di finale del torneo, dove fu sconfitta a sorpresa ai tiri di rigore dall'Iraq.
Nel giugno 2017, con due partite ancora da giocare, Queiroz condusse l'Iran a qualificarsi, per la seconda volta consecutiva, al mondiale. L'approdo al campionato del mondo 2018 fu ottenuto vincendo per 2-0 contro l'Uzbekistan allo Stadio Azadi e l'Iran fu la terza compagine ad approdare al mondiale dopo la Russia (qualificata d'ufficio) e il Brasile, grazie al primo posto nel girone di terzo turno, chiuso con 6 vittorie e 4 pareggi. Al mondiale di Russia 2018 l'Iran fu eliminato al primo turno, ma con risultati dignitosi: vittoria di misura (1-0) sul Marocco, sconfitta di misura contro la Spagna (1-0) e pareggio per 1-1 con il Portogallo.
Il 23 settembre 2018 Queiroz prolungò il proprio contratto sino alla Coppa d'Asia 2019, alla cui fase conclusiva, negli Emirati Arabi Uniti, gli iraniani si presentarono come tra le favorite per la vittoria finale. Con due vittorie e un pareggio la squadra si qualificò agli ottavi di finale, dove sconfisse per 3-0 l'Oman accedendo ai quarti di finale, dove fu eliminata la Cina (3-0). In semifinale la compagine di Queiroz fu sconfitta per 3-0 dal Giappone: per gli iraniani furono i primi gol concessi nel torneo, tutti nel secondo tempo. Al termine della partita l'allenatore lusitano annunciò il proposito di non rinnovare il proprio contratto.

### Varie panchine di nazionali
Il 7 febbraio 2019 ha assunto la guida della nazionale colombiana, con contratto valido sino al 2022. Il 2 dicembre 2020, dopo la pesante sconfitta per 6-1 rimediata a Quito per mano dell'Ecuador nell'ultimo turno di qualificazione valido per il prossimo campionato mondiale di calcio in Qatar, viene annunciata la fine del rapporto tra il tecnico portoghese e la federcalcio colombiana tramite rescissione consensuale del contratto.
L'8 settembre 2021 viene annunciato come nuovo CT dell'Egitto. L'11 aprile 2022, avendo mancato qualche settimana prima la qualificazione al campionato del mondo 2022, rassegna le dimissioni.
Nel settembre 2022 assume nuovamente la guida della nazionale iraniana, con cui a dicembre partecipa al campionato mondiale 2022, dove la squadra viene eliminata nella fase a gironi. Il 31 gennaio 2023 lascia l'incarico.
Il 6 febbraio 2023 diventa CT del Qatar, succedendo a Félix Sánchez e siglando un contratto fino alla Coppa del mondo 2026. Il 6 dicembre 2023, dopo 12 partite con 5 vittorie, 2 pareggi e 5 sconfitte, la federcalcio qatariota annuncia la risoluzione consensuale del contratto.

## Statistiche da allenatore

### Club
Statistiche aggiornate al 30 giugno 2004.
 In grassetto le competizioni vinte.
| Stagione                | Squadra                 | Campionato              | Campionato | Campionato | Campionato | Campionato | Coppe nazionali | Coppe nazionali | Coppe nazionali | Coppe nazionali | Coppe nazionali | Coppe continentali | Coppe continentali | Coppe continentali | Coppe continentali | Coppe continentali | Altre coppe | Altre coppe | Altre coppe | Altre coppe | Altre coppe | Totale | Totale | Totale | Totale | Vittorie % | Piazzamento |
| Stagione                | Squadra                 | Comp                    | G          | V          | N          | P          | Comp            | G               | V               | N               | P               | Comp               | G                  | V                  | N                  | P                  | Comp        | G           | V           | N           | P           | G      | V      | N      | P      | %          | Piazzamento |
| ----------------------- | ----------------------- | ----------------------- | ---------- | ---------- | ---------- | ---------- | --------------- | --------------- | --------------- | --------------- | --------------- | ------------------ | ------------------ | ------------------ | ------------------ | ------------------ | ----------- | ----------- | ----------- | ----------- | ----------- | ------ | ------ | ------ | ------ | ---------- | ----------- |
| dic. 1993-1994          | Sporting Lisbona        | PD                      | 23         | 15         | 4          | 4          | CP              | 6               | 3               | 2               | 1               | CU                 | -                  | -                  | -                  | -                  | -           | -           | -           | -           | -           | 29     | 18     | 6      | 5      | 62,07      | Sub., 3º    |
| 1994-1995               | Sporting Lisbona        | PD                      | 34         | 23         | 9          | 2          | CP              | 5               | 4               | 1               | 0               | CU                 | 2                  | 1                  | 0                  | 1                  | -           | -           | -           | -           | -           | 41     | 28     | 10     | 3      | 68,29      | 2º          |
| 1995-feb. 1996          | Sporting Lisbona        | PD                      | 23         | 14         | 5          | 4          | CP              | 2               | 2               | 0               | 0               | CdC                | 4                  | 2                  | 1                  | 1                  | SP          | 2           | 0           | 2           | 0           | 31     | 18     | 8      | 5      | 58,06      | Esonerato   |
| Totale Sporting Lisbona | Totale Sporting Lisbona | Totale Sporting Lisbona | 80         | 52         | 18         | 10         |                 | 13              | 9               | 3               | 1               |                    | 6                  | 3                  | 1                  | 2                  |             | 2           | 0           | 2           | 0           | 101    | 64     | 24     | 13     | 63,37      |             |
| 1996                    | N.Y./N.J.MetroStars     | MLS                     | 24+3       | 11+0       | 3+1        | 10+2       | -               | -               | -               | -               | -               | -                  | -                  | -                  | -                  | -                  | -           | -           | -           | -           | -           | 27     | 11     | 4      | 12     | 40,74      | Sub., 6º    |
| 1996                    | Nagoya Grampus          | J1                      | 6          | 3          | 0          | 3          | SC              | 2               | 2               | 0               | 0               | -                  | -                  | -                  | -                  | -                  | -           | -           | -           | -           | -           | 8      | 5      | 0      | 3      | 62,50      | Sub., 2º    |
| 1997                    | Nagoya Grampus          | J1                      | 32         | 16         | 0          | 16         | JLC+CG          | 10+1            | 3               | 5               | 2+1             | CDC                | 6                  | 3                  | 2                  | 1                  | -           | -           | -           | -           | -           | 49     | 22     | 7      | 20     | 44,90      | 9º          |
| Totale Nagoya Grampus   | Totale Nagoya Grampus   | Totale Nagoya Grampus   | 38         | 19         | 0          | 19         |                 | 13              | 5               | 5               | 3               |                    | 6                  | 3                  | 2                  | 1                  |             |             |             |             |             | 57     | 27     | 7      | 23     | 47,37      |             |
| 2003-2004               | Real Madrid             | PD                      | 38         | 21         | 7          | 10         | CR              | 9               | 6               | 1               | 2               | UCL                | 10                 | 6                  | 3                  | 1                  | SS          | 2           | 1           | 0           | 1           | 59     | 34     | 11     | 14     | 57,63      | 4º          |
| Totale carriera         | Totale carriera         | Totale carriera         | 183        | 103        | 29         | 51         |                 | 35              | 20              | 9               | 6               |                    | 22                 | 12                 | 6                  | 4                  |             | 4           | 1           | 2           | 1           | 244    | 136    | 46     | 62     | 55,74      |             |

### Nazionale
Statistiche aggiornate al 6 dicembre 2023.
| Squadra             | Naz                            | dal              | al               | Record | Record | Record | Record | Record | Record | Record | Record     |
| Squadra             | Naz                            | dal              | al               | G      | V      | N      | P      | GF     | GS     | DR     | % Vittorie |
| ------------------- | ------------------------------ | ---------------- | ---------------- | ------ | ------ | ------ | ------ | ------ | ------ | ------ | ---------- |
| Portogallo          | Portogallo (bandiera)          | 2 luglio 1991    | 30 giugno 1993   | 23     | 10     | 8      | 5      | 28     | 14     | +14    | 43,48      |
| Emirati Arabi Uniti | Emirati Arabi Uniti (bandiera) | 19 gennaio 1998  | 18 gennaio 1999  | 18     | 9      | 2      | 7      | 29     | 27     | +2     | 50,00      |
| Sudafrica           | Sudafrica (bandiera)           | 7 ottobre 2000   | 30 marzo 2002    | 21     | 9      | 8      | 4      | 20     | 14     | +6     | 42,86      |
| Portogallo          | Portogallo (bandiera)          | 11 luglio 2008   | 9 settembre 2010 | 28     | 15     | 9      | 4      | 51     | 18     | +33    | 53,57      |
| Iran                | Iran (bandiera)                | 4 aprile 2011    | 28 gennaio 2019  | 101    | 61     | 27     | 13     | 192    | 69     | +123   | 60,40      |
| Colombia            | Colombia (bandiera)            | 7 febbraio 2019  | 1º dicembre 2020 | 18     | 9      | 4      | 5      | 26     | 23     | +3     | 50,00      |
| Egitto              | Egitto (bandiera)              | 7 settembre 2021 | 11 aprile 2022   | 20     | 12     | 5      | 3      | 25     | 9      | +16    | 60,00      |
| Iran                | Iran (bandiera)                | 7 settembre 2022 | 31 gennaio 2023  | 7      | 3      | 1      | 3      | 7      | 10     | −3     | 42,86      |
| Qatar               | Qatar (bandiera)               | 6 febbraio 2023  | 6 dicembre 2023  | 12     | 5      | 2      | 5      | 24     | 22     | +2     | 41,67      |
| Totale              | Totale                         | Totale           | Totale           | 248    | 133    | 66     | 49     | 402    | 206    | +196   | 53,63      |

#### Nazionale portoghese 1º mandato nel dettaglio
| 1991-1992                    | Portogallo                   | Qual. Euro 1992              | 2º nel Gruppo 6, non qualificato | 5  | 3  | 1 | 1 | 60,00 | 4  | 1  | +3  |
| 1992-1993                    | Portogallo                   | Qual. Mondiale 1994          | 3º nel Gruppo 1, non qualificato | 10 | 6  | 2 | 2 | 60,00 | 18 | 5  | +13 |
| Dal 1991 al 1993             | Portogallo                   | Amichevoli                   |                                  | 8  | 1  | 5 | 2 | 12,50 | 6  | 8  | -2  |
| Totale Portogallo 1º mandato | Totale Portogallo 1º mandato | Totale Portogallo 1º mandato | Totale Portogallo 1º mandato     | 23 | 10 | 8 | 5 | 43,48 | 28 | 14 | +14 |

#### Panchine da commissario tecnico della nazionale portoghese
| Cronologia completa delle presenze e delle reti in nazionale ― Portogallo | Cronologia completa delle presenze e delle reti in nazionale ― Portogallo | Cronologia completa delle presenze e delle reti in nazionale ― Portogallo | Cronologia completa delle presenze e delle reti in nazionale ― Portogallo | Cronologia completa delle presenze e delle reti in nazionale ― Portogallo | Cronologia completa delle presenze e delle reti in nazionale ― Portogallo | Cronologia completa delle presenze e delle reti in nazionale ― Portogallo | Cronologia completa delle presenze e delle reti in nazionale ― Portogallo |
| Data                                                                      | Città                                                                     | In casa                                                                   | Risultato                                                                 | Ospiti                                                                    | Competizione                                                              | Reti                                                                      | Note                                                                      |
| ------------------------------------------------------------------------- | ------------------------------------------------------------------------- | ------------------------------------------------------------------------- | ------------------------------------------------------------------------- | ------------------------------------------------------------------------- | ------------------------------------------------------------------------- | ------------------------------------------------------------------------- | ------------------------------------------------------------------------- |
| 4-9-1991                                                                  | Porto                                                                     | Portogallo                                                                | 1 – 1                                                                     | Austria                                                                   | Amichevole                                                                | Rui Barros                                                                | Cap: J.Pinto                                                              |
| 11-9-1991                                                                 | Porto                                                                     | Portogallo                                                                | 1 – 0                                                                     | Finlandia                                                                 | Qual. Euro 1992                                                           | César Brito                                                               | Cap: J.Pinto                                                              |
| 12-10-1991                                                                | Lussemburgo                                                               | Lussemburgo                                                               | 1 – 1                                                                     | Portogallo                                                                | Amichevole                                                                | António Nogueira                                                          | Cap: J.Pinto                                                              |
| 16-10-1991                                                                | Rotterdam                                                                 | Paesi Bassi                                                               | 1 – 0                                                                     | Portogallo                                                                | Qual. Euro 1992                                                           | -                                                                         | Cap: J.Pinto                                                              |
| 20-11-1991                                                                | Lisbona                                                                   | Portogallo                                                                | 1 – 0                                                                     | Finlandia                                                                 | Qual. Euro 1992                                                           | João Pinto                                                                | Cap: J.Pinto                                                              |
| 15-1-1992                                                                 | Lisbona                                                                   | Portogallo                                                                | 0 – 0                                                                     | Spagna                                                                    | Qual. Euro 1992                                                           | -                                                                         | Cap: J.Pinto                                                              |
| 12-2-1992                                                                 | Faro                                                                      | Portogallo                                                                | 2 – 0                                                                     | Paesi Bassi                                                               | Qual. Euro 1992                                                           | Oceano da Cruz César Brito                                                | Cap: J.Pinto                                                              |
| 31-5-1992                                                                 | New Haven                                                                 | Italia                                                                    | 0 – 0                                                                     | Portogallo                                                                | Amichevole                                                                | -                                                                         | Cap: J.Pinto                                                              |
| 3-6-1992                                                                  | Chicago                                                                   | Stati Uniti                                                               | 1 – 0                                                                     | Portogallo                                                                | Amichevole                                                                | -                                                                         | Cap: J.Pinto                                                              |
| 7-6-1992                                                                  | Foxborough                                                                | Irlanda                                                                   | 2 – 0                                                                     | Portogallo                                                                | Amichevole                                                                | -                                                                         | Cap: J.Pinto                                                              |
| 2-9-1992                                                                  | Pasching                                                                  | Austria                                                                   | 1 – 1                                                                     | Portogallo                                                                | Amichevole                                                                | Hélder Cristóvão                                                          | Cap: J.Pinto                                                              |
| 14-10-1992                                                                | Glasgow                                                                   | Scozia                                                                    | 0 – 0                                                                     | Portogallo                                                                | Qual. Mondiali 1994                                                       | -                                                                         | Cap: J.Pinto                                                              |
| 11-11-1992                                                                | Saint-Ouen                                                                | Portogallo                                                                | 2 – 1                                                                     | Bulgaria                                                                  | Amichevole                                                                | Luis Figo Oceano da Cruz (rig.)                                           | Cap: J.Pinto                                                              |
| 24-1-1993                                                                 | La Valletta                                                               | Malta                                                                     | 0 – 1                                                                     | Portogallo                                                                | Qual. Mondiali 1994                                                       | Rui Águas                                                                 | Cap: J.Pinto                                                              |
| 10-2-1993                                                                 | Faro                                                                      | Portogallo                                                                | 1 – 1                                                                     | Norvegia                                                                  | Amichevole                                                                | Oceano da Cruz                                                            | Cap: J.Pinto                                                              |
| 24-2-1993                                                                 | Porto                                                                     | Portogallo                                                                | 1 – 3                                                                     | Italia                                                                    | Qual. Mondiali 1994                                                       | Fernando Couto (rig.)                                                     | Cap: J.Pinto                                                              |
| 31-3-1993                                                                 | Berna                                                                     | Svizzera                                                                  | 1 – 1                                                                     | Portogallo                                                                | Qual. Mondiali 1994                                                       | José Semedo                                                               |                                                                           |
| 28-4-1993                                                                 | Lisbona                                                                   | Portogallo                                                                | 5 – 0                                                                     | Scozia                                                                    | Qual. Mondiali 1994                                                       | 2 Rui Barros 2 Jorge Cadete Paulo Futre                                   | Cap: P.Futre                                                              |
| 19-6-1993                                                                 | Porto                                                                     | Portogallo                                                                | 4 – 0                                                                     | Malta                                                                     | Qual. Mondiali 1994                                                       | António Nogueira Manuel Rui Costa João Pinto Jorge Cadete                 | Cap: O.Cruz                                                               |
| 5-9-1993                                                                  | Tallinn                                                                   | Estonia                                                                   | 0 – 2                                                                     | Portogallo                                                                | Qual. Mondiali 1994                                                       | Manuel Rui Costa António Folha                                            |                                                                           |
| 13-10-1993                                                                | Porto                                                                     | Portogallo                                                                | 1 – 0                                                                     | Svizzera                                                                  | Qual. Mondiali 1994                                                       | João Pinto                                                                | Cap: J.Pinto                                                              |
| 10-11-1993                                                                | Lisbona                                                                   | Portogallo                                                                | 3 – 0                                                                     | Estonia                                                                   | Qual. Mondiali 1994                                                       | Paulo Futre Oceano da Cruz Rui Águas                                      | Cap: J.Pinto                                                              |
| 17-11-1993                                                                | Milano                                                                    | Italia                                                                    | 1 – 0                                                                     | Portogallo                                                                | Qual. Mondiali 1994                                                       | -                                                                         | Cap: J.Pinto                                                              |
| Totale                                                                    |                                                                           | Presenze                                                                  | 23                                                                        |                                                                           | Reti                                                                      | 28                                                                        |                                                                           |

#### Nazionale emiratina nel dettaglio
| 1998                       | Emirati Arabi Uniti        | Coppa araba                | Semifinali                 | 4  | 1 | 0 | 3 | 25,00   | 6  | 8  | -2  |
| 1998                       | Emirati Arabi Uniti        | Arabian Gulf Cup 1998      | 3º                         | 5  | 2 | 1 | 2 | 40,00   | 5  | 7  | -2  |
| 1998                       | Emirati Arabi Uniti        | Giochi asiatici 1998       | Fase a gironi              | 4  | 1 | 1 | 2 | 25,00   | 5  | 10 | -5  |
| 1998                       | Emirati Arabi Uniti        | Amichevoli                 |                            | 5  | 5 | 0 | 0 | 100,00& | 13 | 2  | +11 |
| Totale Emirati Arabi Uniti | Totale Emirati Arabi Uniti | Totale Emirati Arabi Uniti | Totale Emirati Arabi Uniti | 18 | 9 | 2 | 7 | 50,00   | 29 | 27 | +2  |

#### Panchine da commissario tecnico della nazionale emiratina
| Cronologia completa delle presenze e delle reti in nazionale ― Emirati Arabi Uniti | Cronologia completa delle presenze e delle reti in nazionale ― Emirati Arabi Uniti | Cronologia completa delle presenze e delle reti in nazionale ― Emirati Arabi Uniti | Cronologia completa delle presenze e delle reti in nazionale ― Emirati Arabi Uniti | Cronologia completa delle presenze e delle reti in nazionale ― Emirati Arabi Uniti | Cronologia completa delle presenze e delle reti in nazionale ― Emirati Arabi Uniti | Cronologia completa delle presenze e delle reti in nazionale ― Emirati Arabi Uniti | Cronologia completa delle presenze e delle reti in nazionale ― Emirati Arabi Uniti |
| Data                                                                               | Città                                                                              | In casa                                                                            | Risultato                                                                          | Ospiti                                                                             | Competizione                                                                       | Reti                                                                               | Note                                                                               |
| ---------------------------------------------------------------------------------- | ---------------------------------------------------------------------------------- | ---------------------------------------------------------------------------------- | ---------------------------------------------------------------------------------- | ---------------------------------------------------------------------------------- | ---------------------------------------------------------------------------------- | ---------------------------------------------------------------------------------- | ---------------------------------------------------------------------------------- |
| 16-9-1998                                                                          | Abu Dhabi                                                                          | Emirati Arabi Uniti                                                                | 5 – 1                                                                              | Libia                                                                              | Amichevole                                                                         | 2 Kazem Ali Mohamed Jumaa Hamada Khamis Saad Mubarak Mohamed Ibrahim               | Cap: -                                                                             |
| 23-9-1998                                                                          | Doha                                                                               | Marocco                                                                            | 1 – 0                                                                              | Emirati Arabi Uniti                                                                | Coppa araba 1998 - 1º turno                                                        | -                                                                                  | Cap: -                                                                             |
| 27-9-1998                                                                          | Doha                                                                               | Emirati Arabi Uniti                                                                | 4 – 1                                                                              | Sudan                                                                              | Coppa araba 1998 - 1º turno                                                        | Rashed Hassan Saeed 2 Almoez Ali 2 (rig.) Ali Hassan                               | Cap: -                                                                             |
| 29-9-1998                                                                          | Doha                                                                               | Qatar                                                                              | 2 – 1                                                                              | Emirati Arabi Uniti                                                                | Coppa araba 1998 - Semifinale                                                      | Ali Hassan                                                                         | Cap: -                                                                             |
| 1º-10-1998                                                                         | Doha                                                                               | Kuwait                                                                             | 4 – 1                                                                              | Emirati Arabi Uniti                                                                | Coppa araba 1998 - Finale 3º-4º posto                                              | Abdulaziz Mohamed                                                                  | Cap: -                                                                             |
| 17-10-1998                                                                         | Abu Dhabi                                                                          | Emirati Arabi Uniti                                                                | 2 – 1                                                                              | Sudan                                                                              | Amichevole                                                                         | Khamis Saad Mubarak Ali Thani                                                      | Cap: -                                                                             |
| 19-10-1998                                                                         | Abu Dhabi                                                                          | Emirati Arabi Uniti                                                                | 1 – 0                                                                              | Siria                                                                              | Amichevole                                                                         | Rashed Hassan Saeed                                                                | Cap: -                                                                             |
| 21-10-1998                                                                         | Abu Dhabi                                                                          | Emirati Arabi Uniti                                                                | 1 – 0                                                                              | Libano                                                                             | Amichevole                                                                         | Fahad Al Nuwais                                                                    | Cap: -                                                                             |
| 30-10-1998                                                                         | Riffa                                                                              | Bahrein                                                                            | 0 – 1                                                                              | Emirati Arabi Uniti                                                                | Arabian Gulf Cup 1998                                                              | Ahmed Adel                                                                         | Cap: -                                                                             |
| 3-11-1998                                                                          | Riffa                                                                              | Emirati Arabi Uniti                                                                | 3 – 2                                                                              | Oman                                                                               | Arabian Gulf Cup 1998                                                              | Ahmed Adel Ali Thani Adel Mattar Al-Mulla                                          | Cap: -                                                                             |
| 5-11-1998                                                                          | Riffa                                                                              | Qatar                                                                              | 0 – 0                                                                              | Emirati Arabi Uniti                                                                | Arabian Gulf Cup 1998                                                              | -                                                                                  | Cap: -                                                                             |
| 8-11-1998                                                                          | Riffa                                                                              | Arabia Saudita                                                                     | 1 – 0                                                                              | Emirati Arabi Uniti                                                                | Arabian Gulf Cup 1998                                                              | -                                                                                  | Cap: -                                                                             |
| 12-11-1998                                                                         | Riffa                                                                              | Kuwait                                                                             | 4 – 1                                                                              | Emirati Arabi Uniti                                                                | Arabian Gulf Cup 1998                                                              | Hassan Suhail Mubarak                                                              | Cap: -                                                                             |
| 25-11-1998                                                                         | Singapore                                                                          | Singapore                                                                          | 0 – 4                                                                              | Emirati Arabi Uniti                                                                | Amichevole                                                                         | ?                                                                                  | Cap: -                                                                             |
| 2-12-1998                                                                          | Songkhla                                                                           | Emirati Arabi Uniti                                                                | 3 – 3 dts (4 – 1 dtr)                                                              | Corea del Nord                                                                     | Giochi asiatici 1998 - Gruppo E                                                    | Adel Mattar Al-Mulla 2 Adel Mohamed Ahmed                                          | Cap: -                                                                             |
| 7-12-1998                                                                          | Bangkok                                                                            | Emirati Arabi Uniti                                                                | 0 – 5                                                                              | Kuwait                                                                             | Giochi asiatici 1998 - Gruppo 2                                                    | -                                                                                  | Cap: -                                                                             |
| 9-12-1998                                                                          | Bangkok                                                                            | Emirati Arabi Uniti                                                                | 1 – 2                                                                              | Corea del Sud                                                                      | Giochi asiatici 1998 - Gruppo 2                                                    | Mohamed Ibrahim Al-Bloushi                                                         | Cap: -                                                                             |
| 11-12-1998                                                                         | Bangkok                                                                            | Giappone                                                                           | 0 – 1                                                                              | Emirati Arabi Uniti                                                                | Giochi asiatici 1998 - Gruppo 2                                                    | Hassan Saeed Ahmed                                                                 | Cap: -                                                                             |
| Totale                                                                             |                                                                                    | Presenze                                                                           | 18                                                                                 |                                                                                    | Reti                                                                               | 29                                                                                 |                                                                                    |

#### Nazionale sudafricana nel dettaglio
| 2000-2001        | Sudafrica        | Qual. Coppa d'Africa 2002 | 2º nel Gruppo 2, qualificato | 5  | 2 | 3 | 0 | 40,00 | 7  | 3  | +4 |
| 2001             | Sudafrica        | Qual. Mondiali 2002       | 1º nel Gruppo 5, qualificato | 5  | 4 | 1 | 0 | 80,00 | 8  | 3  | +5 |
| 2001             | Sudafrica        | COSAFA Cup 2001           | Quarti di finale             | 1  | 0 | 0 | 1 | &0,00 | 0  | 1  | -1 |
| 2002             | Sudafrica        | Coppa d'Africa 2002       | Quarti di finale             | 4  | 1 | 2 | 1 | 25,00 | 3  | 3  | 0  |
| 2002             | Sudafrica        | COSAFA Cup 2002           | Esonerato durante la fase    | 1  | 0 | 1 | 0 | &0,00 | 0  | 0  | 0  |
| Dal 2000 al 2002 | Sudafrica        | Amichevoli                |                              | 5  | 2 | 1 | 2 | 40,00 | 2  | 4  | -2 |
| Totale Sudafrica | Totale Sudafrica | Totale Sudafrica          | Totale Sudafrica             | 21 | 9 | 8 | 4 | 42,86 | 20 | 14 | +6 |

#### Panchine da commissario tecnico della nazionale sudafricana
| Cronologia completa delle presenze e delle reti in nazionale ― Sudafrica | Cronologia completa delle presenze e delle reti in nazionale ― Sudafrica | Cronologia completa delle presenze e delle reti in nazionale ― Sudafrica | Cronologia completa delle presenze e delle reti in nazionale ― Sudafrica | Cronologia completa delle presenze e delle reti in nazionale ― Sudafrica | Cronologia completa delle presenze e delle reti in nazionale ― Sudafrica | Cronologia completa delle presenze e delle reti in nazionale ― Sudafrica | Cronologia completa delle presenze e delle reti in nazionale ― Sudafrica |
| Data                                                                     | Città                                                                    | In casa                                                                  | Risultato                                                                | Ospiti                                                                   | Competizione                                                             | Reti                                                                     | Note                                                                     |
| ------------------------------------------------------------------------ | ------------------------------------------------------------------------ | ------------------------------------------------------------------------ | ------------------------------------------------------------------------ | ------------------------------------------------------------------------ | ------------------------------------------------------------------------ | ------------------------------------------------------------------------ | ------------------------------------------------------------------------ |
| 7-10-2000                                                                | Johannesburg                                                             | Sudafrica                                                                | 0 – 0                                                                    | Francia                                                                  | Amichevole                                                               | -                                                                        | Cap: -                                                                   |
| 16-12-2000                                                               | Johannesburg                                                             | Sudafrica                                                                | 2 – 1                                                                    | Liberia                                                                  | Qual. Coppa d'Africa 2002                                                | Shaun Bartlett Phil Masinga                                              | Cap: -                                                                   |
| 13-1-2001                                                                | Belle Vue Harel                                                          | Mauritius                                                                | 1 – 1                                                                    | Sudafrica                                                                | Qual. Coppa d'Africa 2002                                                | Delron Buckley                                                           | Cap: -                                                                   |
| 27-1-2001                                                                | Rustenburg                                                               | Sudafrica                                                                | 1 – 0                                                                    | Burkina Faso                                                             | Qual. Mondiali 2002                                                      | Shaun Bartlett                                                           | Cap: -                                                                   |
| 25-2-2001                                                                | Blantyre                                                                 | Malawi                                                                   | 1 – 2                                                                    | Sudafrica                                                                | Qual. Mondiali 2002                                                      | Phil Masinga Siyabonga Nomvethe                                          | Cap: -                                                                   |
| 24-3-2001                                                                | Port Elizabeth                                                           | Sudafrica                                                                | 3 – 0                                                                    | Mauritius                                                                | Qual. Coppa d'Africa 2002                                                | Benni McCarthy Alfred Phiri Sibusiso Zuma                                | Cap: -                                                                   |
| 25-4-2001                                                                | Perugia                                                                  | Italia                                                                   | 1 – 0                                                                    | Sudafrica                                                                | Amichevole                                                               | -                                                                        | Cap: -                                                                   |
| 5-5-2001                                                                 | Johannesburg                                                             | Sudafrica                                                                | 2 – 1                                                                    | Zimbabwe                                                                 | Qual. Mondiali 2002                                                      | Shaun Bartlett Benni McCarthy                                            | Cap: -                                                                   |
| 3-6-2001                                                                 | Monrovia                                                                 | Liberia                                                                  | 1 – 1                                                                    | Sudafrica                                                                | Qual. Coppa d'Africa 2002                                                | Andrew Rabutla                                                           | Cap: -                                                                   |
| 17-6-2001                                                                | Durban                                                                   | Sudafrica                                                                | 0 – 0                                                                    | Rep. del Congo                                                           | Qual. Coppa d'Africa 2002                                                | -                                                                        | Cap: -                                                                   |
| 1º-7-2001                                                                | Ouagadougou                                                              | Burkina Faso                                                             | 1 – 1                                                                    | Zimbabwe                                                                 | Qual. Mondiali 2002                                                      | Sibusiso Zuma                                                            | Cap: -                                                                   |
| 14-7-2001                                                                | Durban                                                                   | Sudafrica                                                                | 2 – 0                                                                    | Malawi                                                                   | Qual. Mondiali 2002                                                      | Matthew Booth Bradley August                                             | Cap: -                                                                   |
| 21-7-2001                                                                | Blantyre                                                                 | Malawi                                                                   | 1 – 0                                                                    | Sudafrica                                                                | COSAFA Cup 2001 - Quarti di finale                                       | -                                                                        | Cap: -                                                                   |
| 15-8-2001                                                                | Solna                                                                    | Svezia                                                                   | 3 – 0                                                                    | Sudafrica                                                                | Amichevole                                                               | -                                                                        | Cap: -                                                                   |
| 10-11-2001                                                               | Solna                                                                    | Sudafrica                                                                | 1 – 0                                                                    | Egitto                                                                   | Amichevole                                                               | Shaun Bartlett                                                           | Cap: -                                                                   |
| 15-1-2002                                                                | Mthatha                                                                  | Sudafrica                                                                | 1 – 0                                                                    | Angola                                                                   | Amichevole                                                               | Benni McCarthy                                                           | Cap: -                                                                   |
| 20-1-2002                                                                | Ségou                                                                    | Sudafrica                                                                | 0 – 0                                                                    | Burkina Faso                                                             | Coppa d'Africa 2002 - 1º turno                                           | -                                                                        | Cap: -                                                                   |
| 24-1-2002                                                                | Ségou                                                                    | Sudafrica                                                                | 0 – 0                                                                    | Ghana                                                                    | Coppa d'Africa 2002 - 1º turno                                           | -                                                                        | Cap: -                                                                   |
| 30-1-2002                                                                | Ségou                                                                    | Sudafrica                                                                | 3 – 1                                                                    | Marocco                                                                  | Coppa d'Africa 2002 - 1º turno                                           | Sibusiso Zuma Thabo Mngomeni Siyabonga Nomvethe                          | Cap: -                                                                   |
| 3-2-2002                                                                 | Kayes                                                                    | Sudafrica                                                                | 0 – 2                                                                    | Mali                                                                     | Coppa d'Africa 2002 - Quarti di finale                                   | -                                                                        | Cap: -                                                                   |
| 30-3-2002                                                                | Gaborone                                                                 | Botswana                                                                 | 0 – 0 dts (4 – 5 dtr)                                                    | Sudafrica                                                                | COSAFA Cup 2002 - 1º turno                                               | -                                                                        | Cap: -                                                                   |
| Totale                                                                   |                                                                          | Presenze                                                                 | 21                                                                       |                                                                          | Reti                                                                     | 20                                                                       |                                                                          |

#### Nazionale portoghese 2º mandato nel dettaglio
| 2008-2009                    | Portogallo                   | Qual. Mondiale 2010          | 2º nel Gruppo 1, qualificato per gli spareggi | 10 | 5  | 4 | 1 | 50,00   | 17 | 5  | +12 |
| 2009                         | Portogallo                   | Qual. Mondiale 2010          | Vincitore, qualificato                        | 2  | 2  | 0 | 0 | 100,00& | 2  | 0  | +2  |
| 2010                         | Portogallo                   | Mondiale 2010                | Ottavi di finale                              | 4  | 1  | 2 | 1 | 25,00   | 7  | 1  | +6  |
| 2010                         | Portogallo                   | Qual. Euro 2012              | Esonerato durante la fase                     | 2  | 0  | 1 | 1 | &0,00   | 4  | 5  | -1  |
| Dal 2008 al 2010             | Portogallo                   | Amichevoli                   |                                               | 10 | 7  | 2 | 1 | 70,00   | 21 | 7  | +14 |
| Totale Portogallo 2º mandato | Totale Portogallo 2º mandato | Totale Portogallo 2º mandato | Totale Portogallo 2º mandato                  | 28 | 15 | 9 | 4 | 53,57   | 51 | 18 | +33 |

#### Panchine da commissario tecnico della nazionale portoghese
| Cronologia completa delle presenze e delle reti in nazionale ― Portogallo | Cronologia completa delle presenze e delle reti in nazionale ― Portogallo | Cronologia completa delle presenze e delle reti in nazionale ― Portogallo | Cronologia completa delle presenze e delle reti in nazionale ― Portogallo | Cronologia completa delle presenze e delle reti in nazionale ― Portogallo | Cronologia completa delle presenze e delle reti in nazionale ― Portogallo | Cronologia completa delle presenze e delle reti in nazionale ― Portogallo | Cronologia completa delle presenze e delle reti in nazionale ― Portogallo |
| Data                                                                      | Città                                                                     | In casa                                                                   | Risultato                                                                 | Ospiti                                                                    | Competizione                                                              | Reti                                                                      | Note                                                                      |
| ------------------------------------------------------------------------- | ------------------------------------------------------------------------- | ------------------------------------------------------------------------- | ------------------------------------------------------------------------- | ------------------------------------------------------------------------- | ------------------------------------------------------------------------- | ------------------------------------------------------------------------- | ------------------------------------------------------------------------- |
| 20-8-2008                                                                 | Aveiro                                                                    | Portogallo                                                                | 5 – 0                                                                     | Fær Øer                                                                   | Amichevole                                                                | Carlos Martins Simão Duda Bruno Alves Nani                                | Cap: Simão                                                                |
| 6-9-2008                                                                  | La Valletta                                                               | Malta                                                                     | 0 – 4                                                                     | Portogallo                                                                | Qual. Mondiali 2010                                                       | autorete Hugo Almeida Simão Nani                                          | Cap: Simão                                                                |
| 10-9-2008                                                                 | Lisbona                                                                   | Portogallo                                                                | 2 – 3                                                                     | Danimarca                                                                 | Qual. Mondiali 2010                                                       | Nani Deco (rig.)                                                          | Cap: Simão                                                                |
| 11-10-2008                                                                | Solna                                                                     | Svezia                                                                    | 0 – 0                                                                     | Portogallo                                                                | Qual. Mondiali 2010                                                       | -                                                                         | Cap: C.Ronaldo                                                            |
| 15-10-2008                                                                | Braga                                                                     | Portogallo                                                                | 0 – 0                                                                     | Albania                                                                   | Qual. Mondiali 2010                                                       | -                                                                         | Cap: C.Ronaldo                                                            |
| 20-11-2008                                                                | Gama                                                                      | Brasile                                                                   | 6 – 2                                                                     | Portogallo                                                                | Amichevole                                                                | Danny Simão                                                               | Cap: C.Ronaldo                                                            |
| 11-2-2009                                                                 | Faro                                                                      | Portogallo                                                                | 1 – 0                                                                     | Finlandia                                                                 | Amichevole                                                                | Cristiano Ronaldo (rig.)                                                  | Cap: C.Ronaldo                                                            |
| 28-3-2009                                                                 | Porto                                                                     | Portogallo                                                                | 0 – 0                                                                     | Svezia                                                                    | Qual. Mondiali 2010                                                       | -                                                                         | Cap: C.Ronaldo                                                            |
| 31-3-2009                                                                 | Losanna                                                                   | Sudafrica                                                                 | 0 – 2                                                                     | Portogallo                                                                | Amichevole                                                                | Bruno Alves Edinho                                                        | Cap: Deco                                                                 |
| 6-6-2009                                                                  | Tirana                                                                    | Albania                                                                   | 1 – 2                                                                     | Portogallo                                                                | Qual. Mondiali 2010                                                       | Hugo Almeida Bruno Alves                                                  | Cap: C.Ronaldo                                                            |
| 10-6-2009                                                                 | Tallinn                                                                   | Estonia                                                                   | 0 – 0                                                                     | Portogallo                                                                | Amichevole                                                                | -                                                                         | Cap: R.Carvalho                                                           |
| 12-8-2009                                                                 | Vaduz                                                                     | Liechtenstein                                                             | 0 – 3                                                                     | Portogallo                                                                | Amichevole                                                                | 2 Hugo Almeida Raul Meireles                                              | Cap: Simão                                                                |
| 5-9-2009                                                                  | Copenaghen                                                                | Danimarca                                                                 | 1 – 1                                                                     | Portogallo                                                                | Qual. Mondiali 2010                                                       | Liedson                                                                   | Cap: C.Ronaldo                                                            |
| 9-9-2009                                                                  | Budapest                                                                  | Ungheria                                                                  | 0 – 1                                                                     | Portogallo                                                                | Qual. Mondiali 2010                                                       | Pepe                                                                      | Cap: C.Ronaldo                                                            |
| 10-10-2009                                                                | Lisbona                                                                   | Portogallo                                                                | 3 – 0                                                                     | Ungheria                                                                  | Qual. Mondiali 2010                                                       | 2 Simão Liedson                                                           | Cap: C.Ronaldo                                                            |
| 14-10-2009                                                                | Lisbona                                                                   | Portogallo                                                                | 4 – 0                                                                     | Malta                                                                     | Qual. Mondiali 2010                                                       | Nani Simão Miguel Veloso Liedson                                          | Cap: Simão                                                                |
| 14-11-2009                                                                | Lisbona                                                                   | Portogallo                                                                | 1 – 0                                                                     | Bosnia ed Erzegovina                                                      | Qual. Mondiali 2010                                                       | Bruno Alves                                                               | Cap: Simão                                                                |
| 18-11-2009                                                                | Zenica                                                                    | Bosnia ed Erzegovina                                                      | 0 – 1                                                                     | Portogallo                                                                | Qual. Mondiali 2010                                                       | Raúl Meireles                                                             | Cap: Simão                                                                |
| 3-3-2010                                                                  | Coimbra                                                                   | Portogallo                                                                | 2 – 0                                                                     | Cina                                                                      | Amichevole                                                                | Hugo Almeida Liedson                                                      | Cap: C.Ronaldo                                                            |
| 24-5-2010                                                                 | Covilhã                                                                   | Portogallo                                                                | 0 – 0                                                                     | Capo Verde                                                                | Amichevole                                                                | -                                                                         | Cap: C.Ronaldo                                                            |
| 1-6-2010                                                                  | Covilhã                                                                   | Portogallo                                                                | 3 – 1                                                                     | Camerun                                                                   | Amichevole                                                                | 2 Raul Meireles Nani                                                      | Cap: C.Ronaldo                                                            |
| 8-6-2010                                                                  | Johannesburg                                                              | Portogallo                                                                | 3 – 0                                                                     | Mozambico                                                                 | Amichevole                                                                | Danny 2 Hugo Almeida                                                      | Cap: Simão                                                                |
| 15-6-2010                                                                 | Port Elizabeth                                                            | Costa d'Avorio                                                            | 0 – 0                                                                     | Portogallo                                                                | Mondiali 2010 - 1º turno                                                  | -                                                                         | Cap: C.Ronaldo                                                            |
| 21-6-2010                                                                 | Città del Capo                                                            | Portogallo                                                                | 7 – 0                                                                     | Corea del Nord                                                            | Mondiali 2010 - 1º turno                                                  | Raul Meireles Simão Hugo Almeida 2 Tiago Cristiano Ronaldo Liedson        | Cap: C.Ronaldo                                                            |
| 25-6-2010                                                                 | Durban                                                                    | Portogallo                                                                | 0 – 0                                                                     | Brasile                                                                   | Mondiali 2010 - 1º turno                                                  | -                                                                         | Cap: C.Ronaldo                                                            |
| 29-6-2010                                                                 | Città del Capo                                                            | Spagna                                                                    | 1 – 0                                                                     | Portogallo                                                                | Mondiali 2010 - Ottavi di finale                                          | -                                                                         | Cap: C.Ronaldo                                                            |
| 3-9-2010                                                                  | Guimarães                                                                 | Portogallo                                                                | 4 – 4                                                                     | Cipro                                                                     | Qual. Euro 2012                                                           | Hugo Almeida Raul Meireles Danny Manuel Fernandes                         | Cap: R.Carvalho                                                           |
| 7-9-2010                                                                  | Oslo                                                                      | Norvegia                                                                  | 1 – 0                                                                     | Portogallo                                                                | Qual. Euro 2012                                                           | -                                                                         | Cap: R.Carvalho                                                           |
| Totale                                                                    |                                                                           | Presenze                                                                  | 28                                                                        |                                                                           | Reti                                                                      | 51                                                                        |                                                                           |

#### Nazionale iraniana 1º mandato nel dettaglio
| 2011                   | Iran                   | Qual. Mondiale 2014     | Secondo round - Vincitore    | 2   | 2  | 0  | 0  | 100,00& | 5   | 0  | +5   |
| 2011-2012              | Iran                   | Qual. Mondiale 2014     | 1º nel Gruppo E, qualificato | 6   | 3  | 3  | 0  | 50,00   | 17  | 5  | +12  |
| 2011-2012              | Iran                   | Qual. Mondiale 2014     | 1º nel Gruppo A, qualificato | 8   | 5  | 1  | 2  | 62,50   | 8   | 2  | +6   |
| 2012                   | Iran                   | WAFF Championship 2012  | Fase a gironi                | 3   | 1  | 2  | 0  | 33,33   | 2   | 1  | +1   |
| 2012-2014              | Iran                   | Qual. Coppa d'Asia 2015 | 1º nel Gruppo B, qualificato | 6   | 5  | 1  | 0  | 83,33   | 18  | 5  | +13  |
| 2014                   | Iran                   | Mondiale 2014           | Fase a gironi                | 3   | 0  | 1  | 2  | &0,00   | 1   | 4  | -3   |
| 2015                   | Iran                   | Coppa d'Asia 2015       | Quarti di finale             | 4   | 3  | 1  | 0  | 75,00   | 7   | 3  | +4   |
| 2015-2016              | Iran                   | Qual. Mondiale 2018     | 1º nel Girone D, qualificato | 8   | 6  | 2  | 0  | 75,00   | 26  | 3  | +23  |
| 2016-2017              | Iran                   | Qual. Mondiale 2018     | 1º nel Girone A, qualificato | 10  | 6  | 4  | 0  | 60,00   | 10  | 2  | +8   |
| 2018                   | Iran                   | Mondiale 2018           | Fase a gironi                | 3   | 1  | 1  | 1  | 33,33   | 2   | 2  | 0    |
| 2019                   | Iran                   | Coppa d'Asia 2019       | Semifinale                   | 6   | 4  | 1  | 1  | 66,67   | 12  | 4  | +8   |
| Dal 2011 al 2019       | Iran                   | Amichevoli              |                              | 42  | 25 | 10 | 7  | 59,52   | 84  | 38 | +46  |
| Totale Iran 1º mandato | Totale Iran 1º mandato | Totale Iran 1º mandato  | Totale Iran 1º mandato       | 101 | 61 | 27 | 13 | 60,40   | 192 | 69 | +123 |

#### Panchine da commissario tecnico della nazionale iraniana
| Cronologia completa delle presenze e delle reti in nazionale ― Iran | Cronologia completa delle presenze e delle reti in nazionale ― Iran | Cronologia completa delle presenze e delle reti in nazionale ― Iran | Cronologia completa delle presenze e delle reti in nazionale ― Iran | Cronologia completa delle presenze e delle reti in nazionale ― Iran | Cronologia completa delle presenze e delle reti in nazionale ― Iran | Cronologia completa delle presenze e delle reti in nazionale ― Iran                                  | Cronologia completa delle presenze e delle reti in nazionale ― Iran |
| Data                                                                | Città                                                               | In casa                                                             | Risultato                                                           | Ospiti                                                              | Competizione                                                        | Reti                                                                                                 | Note                                                                |
| ------------------------------------------------------------------- | ------------------------------------------------------------------- | ------------------------------------------------------------------- | ------------------------------------------------------------------- | ------------------------------------------------------------------- | ------------------------------------------------------------------- | --- | ------------------------------------------------------------------- |
| 17-7-2011                                                           | Teheran                                                             | Iran                                                                | 1 – 0                                                               | Madagascar                                                          | Amichevole                                                          | Jalal Hosseini                                                                                       | Cap: A.Karimi                                                       |
| 23-7-2011                                                           | Teheran                                                             | Iran                                                                | 4 – 0                                                               | Maldive                                                             | Qual. Mondiali 2014                                                 | 2 Karim Ansarifard Ali Karimi Saeid Daghighi                                                         | Cap: A.Karimi                                                       |
| 28-7-2011                                                           | Malé                                                                | Maldive                                                             | 0 – 1                                                               | Iran                                                                | Qual. Mondiali 2014                                                 | Mohammad Reza Khalatbari                                                                             | Cap: A.Karimi                                                       |
| 2-9-2011                                                            | Teheran                                                             | Iran                                                                | 3 – 0                                                               | Indonesia                                                           | Qual. Mondiali 2014                                                 | 2 Javad Nekounam Andranik Teymourian                                                                 | Cap: J.Nekounam                                                     |
| 6-9-2011                                                            | Doha                                                                | Qatar                                                               | 1 – 1                                                               | Iran                                                                | Qual. Mondiali 2014                                                 | Hadi Aghili                                                                                          | Cap: J.Nekounam                                                     |
| 5-10-2011                                                           | Teheran                                                             | Iran                                                                | 7 – 0                                                               | Palestina                                                           | Amichevole                                                          | Mohammad Ghazi Karim Ansarifard Javad Nekounam (rig.) 2 Javad Kazemian Pejman Montazeri Pejman Nouri | Cap: J.Nekounam                                                     |
| 11-10-2011                                                          | Teheran                                                             | Iran                                                                | 6 – 0                                                               | Bahrein                                                             | Qual. Mondiali 2014                                                 | Jalal Hosseini Mojtaba Jabbari Hadi Aghili Andranik Teymourian Karim Ansarifard Gholamreza Rezaei    | Cap: J.Nekounam                                                     |
| 11-11-2011                                                          | Manama                                                              | Bahrein                                                             | 1 – 1                                                               | Iran                                                                | Qual. Mondiali 2014                                                 | Mojtaba Jabbari                                                                                      | Cap: J.Nekounam                                                     |
| 15-11-2011                                                          | Giacarta                                                            | Indonesia                                                           | 1 – 4                                                               | Iran                                                                | Qual. Mondiali 2014                                                 | Milad Meydavoudi Mojtaba Jabbari Gholamreza Rezaei Javad Nekounam (rig.)                             | Cap: J.Nekounam                                                     |
| 23-2-2012                                                           | Dubai                                                               | Iran                                                                | 2 – 2                                                               | Giordania                                                           | Amichevole                                                          | Ali Karimi Mohammad Ghazi                                                                            | Cap: A.Karimi                                                       |
| 29-2-2012                                                           | Teheran                                                             | Iran                                                                | 2 – 2                                                               | Qatar                                                               | Qual. Mondiali 2014                                                 | 2 Ashkan Dejagah                                                                                     | Cap: J.Nekounam                                                     |
| 18-4-2012                                                           | Teheran                                                             | Iran                                                                | 2 – 0                                                               | Mauritania                                                          | Amichevole                                                          | Ghasem Dehnavi Karim Ansarifard                                                                      | Cap: E.Hajsafi                                                      |
| 2-5-2012                                                            | Teheran                                                             | Iran                                                                | 3 – 0                                                               | Mozambico                                                           | Amichevole                                                          | Mohammad Gholami Ghasem Dehnavi Pejman Nouri                                                         | Cap: E.Hajsafi                                                      |
| 27-5-2012                                                           | Istanbul                                                            | Albania                                                             | 1 – 0                                                               | Iran                                                                | Amichevole                                                          | - | Cap: J.Nekounam                                                     |
| 3-6-2012                                                            | Tashkent                                                            | Uzbekistan                                                          | 0 – 1                                                               | Iran                                                                | Qual. Mondiali 2014                                                 | Mohammad Reza Khalatbari                                                                             | Cap: J.Nekounam                                                     |
| 12-6-2012                                                           | Teheran                                                             | Iran                                                                | 0 – 0                                                               | Qatar                                                               | Qual. Mondiali 2014                                                 | - | Cap: J.Nekounam                                                     |
| 15-8-2012                                                           | Radès                                                               | Tunisia                                                             | 2 – 2                                                               | Iran                                                                | Amichevole                                                          | Mohammad Reza Khalatbari Mohammad Ghazi                                                              | Cap: A.Karimi                                                       |
| 5-9-2012                                                            | Amman                                                               | Giordania                                                           | 0 – 0                                                               | Iran                                                                | Amichevole                                                          | - | Cap: J.Nekounam                                                     |
| 11-9-2012                                                           | Beirut                                                              | Libano                                                              | 1 – 0                                                               | Iran                                                                | Qual. Mondiali 2014                                                 | - | Cap: J.Nekounam                                                     |
| 16-10-2012                                                          | Teheran                                                             | Iran                                                                | 1 – 0                                                               | Corea del Sud                                                       | Qual. Mondiali 2014                                                 | Javad Nekounam                                                                                       | Cap: J.Nekounam                                                     |
| 6-11-2012                                                           | Teheran                                                             | Iran                                                                | 6 – 1                                                               | Tagikistan                                                          | Amichevole                                                          | 2 Ghasem Dehnavi 2 Yaghoub Karimi Ahmad Hassanzadeh Alireza Abbasfard                                | Cap: A.Karimi                                                       |
| 14-11-2012                                                          | Teheran                                                             | Iran                                                                | 0 – 1                                                               | Uzbekistan                                                          | Qual. Mondiali 2014                                                 | - | Cap: J.Nekounam                                                     |
| 9-12-2012                                                           | Al Kuwait                                                           | Arabia Saudita                                                      | 0 – 0                                                               | Iran                                                                | WAFF Championship 2012 - 1º turno                                   | - | Cap: M.Oladi                                                        |
| 12-12-2012                                                          | Al Kuwait                                                           | Iran                                                                | 0 – 0                                                               | Bahrein                                                             | WAFF Championship 2012 - 1º turno                                   | - | Cap: M.Oladi                                                        |
| 15-12-2012                                                          | Al Kuwait                                                           | Iran                                                                | 2 – 1                                                               | Yemen                                                               | WAFF Championship 2012 - 1º turno                                   | Omid Nazari Yaghoub Karimi                                                                           | Cap: M.Oladi                                                        |
| 6-2-2013                                                            | Teheran                                                             | Iran                                                                | 5 – 0                                                               | Libano                                                              | Qual. Coppa d'Asia 2015                                             | 3 Javad Nekounam 2 (rig.) 2 Reza Ghoochannejhad                                                      | Cap: J.Nekounam                                                     |
| 26-3-2013                                                           | Al Kuwait                                                           | Kuwait                                                              | 1 – 1                                                               | Iran                                                                | Qual. Coppa d'Asia 2015                                             | Masoud Shojaei                                                                                       | Cap: J.Nekounam                                                     |
| 22-5-2013                                                           | Mascate                                                             | Oman                                                                | 3 – 1                                                               | Iran                                                                | Amichevole                                                          | Mohsen Mosalman                                                                                      | Cap: -                                                              |
| 4-6-2013                                                            | Doha                                                                | Qatar                                                               | 0 – 1                                                               | Iran                                                                | Qual. Mondiali 2014                                                 | Reza Ghoochannejhad                                                                                  | Cap: J.Nekounam                                                     |
| 11-6-2013                                                           | Teheran                                                             | Iran                                                                | 4 – 0                                                               | Libano                                                              | Qual. Mondiali 2014                                                 | Mohammad Reza Khalatbari 2 Javad Nekounam Reza Ghoochannejhad                                        | Cap: J.Nekounam                                                     |
| 18-6-2013                                                           | Ulsan                                                               | Corea del Sud                                                       | 0 – 1                                                               | Iran                                                                | Qual. Mondiali 2014                                                 | Reza Ghoochannejhad                                                                                  | Cap: J.Nekounam                                                     |
| 15-10-2013                                                          | Teheran                                                             | Iran                                                                | 2 – 1                                                               | Thailandia                                                          | Qual. Coppa d'Asia 2015                                             | Jalal Hosseini Reza Ghoochannejhad                                                                   | Cap: J.Nekounam                                                     |
| 15-11-2013                                                          | Bangkok                                                             | Thailandia                                                          | 0 – 3                                                               | Iran                                                                | Qual. Coppa d'Asia 2015                                             | Ashkan Dejagah Reza Ghoochannejhad Alireza Jahanbakhsh                                               | Cap: J.Nekounam                                                     |
| 19-11-2013                                                          | Beirut                                                              | Libano                                                              | 1 – 4                                                               | Iran                                                                | Qual. Coppa d'Asia 2015                                             | Amir Hossein Sadeqi Ashkan Dejagah Javad Nekounam (rig.) Reza Ghoochannejhad                         | Cap: J.Nekounam                                                     |
| 3-3-2014                                                            | Teheran                                                             | Iran                                                                | 3 – 2                                                               | Kuwait                                                              | Qual. Coppa d'Asia 2015                                             | Yaghoub Karimi autorete Karim Ansarifard                                                             | Cap: E.Hajsafi                                                      |
| 5-3-2014                                                            | Teheran                                                             | Iran                                                                | 1 – 2                                                               | Guinea                                                              | Amichevole                                                          | Reza Ghoochannejhad                                                                                  | Cap: J.Nekounam                                                     |
| 18-5-2014                                                           | Kapfenberg                                                          | Iran                                                                | 0 – 0                                                               | Bielorussia                                                         | Amichevole                                                          | - | Cap: A.Teymourian                                                   |
| 26-5-2014                                                           | Hartberg                                                            | Iran                                                                | 0 – 0                                                               | Montenegro                                                          | Amichevole                                                          | - | Cap: J.Nekounam                                                     |
| 30-5-2014                                                           | Hartberg                                                            | Iran                                                                | 1 – 1                                                               | Angola                                                              | Amichevole                                                          | Karim Ansarifard                                                                                     | Cap: J.Nekounam                                                     |
| 8-6-2014                                                            | San Paolo                                                           | Trinidad e Tobago                                                   | 0 – 2                                                               | Iran                                                                | Amichevole                                                          | Ehsan Hajsafi Reza Ghoochannejhad                                                                    | Cap: J.Nekounam                                                     |
| 16-6-2014                                                           | Curitiba                                                            | Iran                                                                | 0 – 0                                                               | Nigeria                                                             | Mondiali 2014 - 1º turno                                            | - | Cap: J.Nekounam                                                     |
| 21-6-2014                                                           | Belo Horizonte                                                      | Argentina                                                           | 1 – 0                                                               | Iran                                                                | Mondiali 2014 - 1º turno                                            | - | Cap: J.Nekounam                                                     |
| 25-6-2014                                                           | Salvador                                                            | Bosnia ed Erzegovina                                                | 3 – 1                                                               | Iran                                                                | Mondiali 2014 - 1º turno                                            | Reza Ghoochannejhad                                                                                  | Cap: J.Nekounam                                                     |
| 18-11-2014                                                          | Teheran                                                             | Iran                                                                | 1 – 0                                                               | Corea del Sud                                                       | Amichevole                                                          | Sardar Azmoun                                                                                        | Cap: J.Nekounam                                                     |
| 4-1-2015                                                            | Wollongong                                                          | Iraq                                                                | 0 – 1                                                               | Iran                                                                | Amichevole                                                          | Sardar Azmoun                                                                                        |                                                                     |
| 11-1-2015                                                           | Melbourne                                                           | Iran                                                                | 2 – 0                                                               | Bahrein                                                             | Coppa d'Asia 2015 - 1º turno                                        | Ehsan Hajsafi Masoud Shojaei                                                                         | Cap: J.Nekounam                                                     |
| 15-1-2015                                                           | Adelaide                                                            | Qatar                                                               | 0 – 1                                                               | Iran                                                                | Coppa d'Asia 2015 - 1º turno                                        | Sardar Azmoun                                                                                        | Cap: J.Nekounam                                                     |
| 19-1-2015                                                           | Brisbane                                                            | Iran                                                                | 1 – 0                                                               | Emirati Arabi Uniti                                                 | Coppa d'Asia 2015 - 1º turno                                        | Reza Ghoochannejhad                                                                                  | Cap: J.Nekounam                                                     |
| 23-1-2015                                                           | Canberra                                                            | Iran                                                                | 3 – 3 dts (6 - 7 dtr)                                               | Iraq                                                                | Coppa d'Asia 2015 - Quarti di finale                                | Sardar Azmoun Morteza Pouraliganji Reza Ghoochannejhad                                               | Cap: J.Nekounam                                                     |
| 26-3-2015                                                           | Sankt Pölten                                                        | Iran                                                                | 2 – 0                                                               | Cile                                                                | Amichevole                                                          | Javad Nekounam Vahid Amiri                                                                           | Cap: J.Nekounam                                                     |
| 31-3-2015                                                           | Solna                                                               | Svezia                                                              | 3 – 1                                                               | Iran                                                                | Amichevole                                                          | Javad Nekounam (rig.)                                                                                | Cap: J.Nekounam                                                     |
| 11-6-2015                                                           | Tashkent                                                            | Uzbekistan                                                          | 0 – 1                                                               | Iran                                                                | Amichevole                                                          | Mehdi Torabi                                                                                         | Cap: M.Shojaei                                                      |
| 16-6-2015                                                           | Aşgabat                                                             | Turkmenistan                                                        | 1 – 1                                                               | Iran                                                                | Qual. Mondiali 2018                                                 | Sardar Azmoun                                                                                        | Cap: A.Teymourian                                                   |
| 3-9-2015                                                            | Teheran                                                             | Iran                                                                | 6 – 0                                                               | Guam                                                                | Qual. Mondiali 2018                                                 | Ashkan Dejagah (rig.) 2 Mehdi Taremi 2 Sardar Azmoun Mehdi Torabi                                    | Cap: A.Teymourian                                                   |
| 8-9-2015                                                            | Mumbai                                                              | India                                                               | 0 – 3                                                               | Iran                                                                | Qual. Mondiali 2018                                                 | Sardar Azmoun Andranik Teymourian Mehdi Taremi                                                       | Cap: A.Teymourian                                                   |
| 8-10-2015                                                           | Mascate                                                             | Oman                                                                | 1 – 1                                                               | Iran                                                                | Qual. Mondiali 2018                                                 | Jalal Hosseini                                                                                       | Cap: A.Teymourian                                                   |
| 13-10-2015                                                          | Teheran                                                             | Iran                                                                | 1 – 1                                                               | Giappone                                                            | Amichevole                                                          | Mehdi Torabi                                                                                         | Cap: E.Hajsafi                                                      |
| 12-11-2015                                                          | Teheran                                                             | Iran                                                                | 3 – 1                                                               | Turkmenistan                                                        | Qual. Mondiali 2018                                                 | Morteza Pouraliganji Saeid Ezatolahi Ashkan Dejagah (rig.)                                           | Cap: A.Dejagah                                                      |
| 17-11-2015                                                          | Dededo                                                              | Guam                                                                | 0 – 6                                                               | Iran                                                                | Qual. Mondiali 2018                                                 | Mehdi Taremi Kamal Kamyabinia Ramin Rezaian 2 Masoud Shojaei 1 (rig.) Karim Ansarifard               | Cap: A.Teymourian                                                   |
| 24-3-2016                                                           | Teheran                                                             | Iran                                                                | 4 – 0                                                               | India                                                               | Qual. Mondiali 2018                                                 | 2 Ehsan Hajsafi 1 (rig.) Sardar Azmoun Alireza Jahanbakhsh                                           | Cap: E.Hajsafi                                                      |
| 29-3-2016                                                           | Teheran                                                             | Iran                                                                | 2 – 0                                                               | Oman                                                                | Qual. Mondiali 2018                                                 | 2 Sardar Azmoun                                                                                      | Cap: A.Dejagah                                                      |
| 2-6-2016                                                            | Skopje                                                              | Macedonia                                                           | 1 – 3                                                               | Iran                                                                | Amichevole                                                          | 3 Sardar Azmoun                                                                                      | Cap: A.Dejagah                                                      |
| 7-6-2016                                                            | Teheran                                                             | Iran                                                                | 6 – 0                                                               | Kirghizistan                                                        | Amichevole                                                          | Masoud Shojaei (rig.) Mehdi Taremi Mehdi Torabi 2 Karim Ansarifard Sardar Azmoun                     | Cap: M.Shojaei                                                      |
| 1-9-2016                                                            | Teheran                                                             | Iran                                                                | 2 – 0                                                               | Qatar                                                               | Qual. Mondiali 2018                                                 | Reza Ghoochannejhad Alireza Jahanbakhsh                                                              | Cap: A.Teymourian                                                   |
| 6-9-2016                                                            | Shenyang                                                            | Cina                                                                | 0 – 0                                                               | Iran                                                                | Qual. Mondiali 2018                                                 | - | Cap: A.Teymourian                                                   |
| 6-10-2016                                                           | Tashkent                                                            | Uzbekistan                                                          | 0 – 1                                                               | Iran                                                                | Qual. Mondiali 2018                                                 | Jalal Hosseini                                                                                       | Cap: M.Shojaei                                                      |
| 11-10-2016                                                          | Teheran                                                             | Iran                                                                | 1 – 0                                                               | Corea del Sud                                                       | Qual. Mondiali 2018                                                 | Sardar Azmoun                                                                                        | Cap: A.Dejagah                                                      |
| 11-11-2016                                                          | Shah Alam                                                           | Iran                                                                | 8 – 1                                                               | Papua Nuova Guinea                                                  | Amichevole                                                          | Ashkan Dejagah Mehdi Taremi Pejman Montazeri 2 Reza Ghoochannejhad 2 Karim Ansarifard Ramin Rezaian  | Cap: A.Dejagah                                                      |
| 15-11-2016                                                          | Paroi                                                               | Siria                                                               | 0 – 0                                                               | Iran                                                                | Qual. Mondiali 2018                                                 | - | Cap: A.Dejagah                                                      |
| 18-3-2017                                                           | Teheran                                                             | Iran                                                                | 0 – 1                                                               | Iraq                                                                | Amichevole                                                          | - |                                                                     |
| 23-3-2017                                                           | Al-'Ayn                                                             | Qatar                                                               | 0 – 1                                                               | Iran                                                                | Qual. Mondiali 2018                                                 | Mehdi Taremi                                                                                         | Cap: E.Hajsafi                                                      |
| 28-3-2017                                                           | Teheran                                                             | Iran                                                                | 1 – 0                                                               | Cina                                                                | Qual. Mondiali 2018                                                 | Mehdi Taremi                                                                                         | Cap: M.Shojaei                                                      |
| 4-6-2017                                                            | Podgorica                                                           | Montenegro                                                          | 1 – 2                                                               | Iran                                                                | Amichevole                                                          | 2 Sardar Azmoun                                                                                      | Cap: A.Dejagah                                                      |
| 12-6-2017                                                           | Teheran                                                             | Iran                                                                | 2 – 0                                                               | Uzbekistan                                                          | Qual. Mondiali 2018                                                 | Sardar Azmoun Mehdi Taremi                                                                           | Cap: M.Shojaei                                                      |
| 31-8-2017                                                           | Seul                                                                | Corea del Sud                                                       | 0 – 0                                                               | Iran                                                                | Qual. Mondiali 2018                                                 | - | Cap: A.Dejagah                                                      |
| 5-9-2017                                                            | Teheran                                                             | Iran                                                                | 2 – 2                                                               | Siria                                                               | Qual. Mondiali 2018                                                 | 2 Sardar Azmoun                                                                                      | Cap: A.Dejagah                                                      |
| 5-10-2017                                                           | Teheran                                                             | Iran                                                                | 2 – 0                                                               | Togo                                                                | Amichevole                                                          | 2 Karim Ansarifard                                                                                   | Cap: E.Hajsafi                                                      |
| 10-10-2017                                                          | Kazan'                                                              | Russia                                                              | 1 – 1                                                               | Iran                                                                | Amichevole                                                          | Sardar Azmoun                                                                                        | Cap: J.Hosseini                                                     |
| 9-11-2017                                                           | Graz                                                                | Iran                                                                | 2 – 1                                                               | Panama                                                              | Amichevole                                                          | Ashkan Dejagah (rig.) Saman Ghoddos                                                                  | Cap: A.Dejagah                                                      |
| 13-11-2017                                                          | Nimega                                                              | Venezuela                                                           | 0 – 1                                                               | Iran                                                                | Amichevole                                                          | Alireza Jahanbakhsh                                                                                  | Cap: E.Hajsafi                                                      |
| 17-3-2018                                                           | Teheran                                                             | Iran                                                                | 4 – 0                                                               | Sierra Leone                                                        | Amichevole                                                          | 2 Ali Gholizadeh Mohammad Reza Khanzadeh Kaveh Rezaei                                                | Cap: O.Ebrahimi                                                     |
| 23-3-2018                                                           | Radès                                                               | Tunisia                                                             | 1 – 0                                                               | Iran                                                                | Amichevole                                                          | - | Cap: M.Shojaei                                                      |
| 27-3-2018                                                           | Graz                                                                | Iran                                                                | 2 – 1                                                               | Algeria                                                             | Amichevole                                                          | Sardar Azmoun Mehdi Taremi                                                                           | Cap: E.Hajsafi                                                      |
| 19-5-2018                                                           | Teheran                                                             | Iran                                                                | 1 – 0                                                               | Uzbekistan                                                          | Amichevole                                                          | Rouzbeh Cheshmi                                                                                      | Cap: E.Hajsafi                                                      |
| 28-5-2018                                                           | Istanbul                                                            | Turchia                                                             | 2 – 1                                                               | Iran                                                                | Amichevole                                                          | Ashkan Dejagah (rig.)                                                                                | Cap: M.Shojaei                                                      |
| 8-6-2018                                                            | Mosca                                                               | Iran                                                                | 1 – 0                                                               | Lituania                                                            | Amichevole                                                          | Sardar Azmoun                                                                                        | Cap: M.Shojaei                                                      |
| 15-6-2018                                                           | San Pietroburgo                                                     | Marocco                                                             | 0 – 1                                                               | Iran                                                                | Mondiali 2018 - 1º turno                                            | autorete                                                                                             | Cap: M.Shojaei                                                      |
| 20-6-2018                                                           | Kazan'                                                              | Iran                                                                | 0 – 1                                                               | Spagna                                                              | Mondiali 2018 - 1º turno                                            | - | Cap: E.Hajsafi                                                      |
| 25-6-2018                                                           | Saransk                                                             | Iran                                                                | 1 – 1                                                               | Portogallo                                                          | Mondiali 2018 - 1º turno                                            | Karim Ansarifard                                                                                     | Cap: E.Hajsafi                                                      |
| 11-9-2018                                                           | Tashkent                                                            | Uzbekistan                                                          | 0 – 1                                                               | Iran                                                                | Amichevole                                                          | Mehdi Torabi                                                                                         | Cap: A.Dejagah                                                      |
| 16-10-2018                                                          | Teheran                                                             | Iran                                                                | 2 – 1                                                               | Bolivia                                                             | Amichevole                                                          | Alireza Jahanbakhsh Mehdi Torabi                                                                     | Cap: E.Hajsafi                                                      |
| 15-11-2018                                                          | Teheran                                                             | Iran                                                                | 1 – 0                                                               | Trinidad e Tobago                                                   | Amichevole                                                          | Karim Ansarifard                                                                                     | Cap: M.Shojaei                                                      |
| 20-11-2018                                                          | Doha                                                                | Iran                                                                | 1 – 1                                                               | Venezuela                                                           | Amichevole                                                          | Ali Gholizadeh                                                                                       | Cap: O.Ebrahimi                                                     |
| 24-12-2018                                                          | Doha                                                                | Palestina                                                           | 1 – 1                                                               | Iran                                                                | Amichevole                                                          | Mehdi Taremi                                                                                         | Cap: A.Dejagah                                                      |
| 31-12-2018                                                          | Doha                                                                | Qatar                                                               | 1 – 2                                                               | Iran                                                                | Amichevole                                                          | Mehdi Taremi Sardar Azmoun                                                                           | Cap: E.Hajsafi                                                      |
| 7-1-2019                                                            | Abu Dhabi                                                           | Iran                                                                | 5 – 0                                                               | Yemen                                                               | Coppa d'Asia 2019 - 1º turno                                        | 2 Mehdi Taremi Ashkan Dejagah Sardar Azmoun Saman Ghoddos                                            | Cap: A.Dejagah                                                      |
| 12-1-2019                                                           | Abu Dhabi                                                           | Vietnam                                                             | 1 – 2                                                               | Iran                                                                | Coppa d'Asia 2019 - 1º turno                                        | 2 Sardar Azmoun                                                                                      | Cap: A.Dejagah                                                      |
| 16-1-2019                                                           | Dubai                                                               | Iran                                                                | 0 – 0                                                               | Iraq                                                                | Coppa d'Asia 2019 - 1º turno                                        | - | Cap: O.Ebrahimi                                                     |
| 20-1-2019                                                           | Abu Dhabi                                                           | Iran                                                                | 2 – 0                                                               | Oman                                                                | Coppa d'Asia 2019 - Ottavi di finale                                | Alireza Jahanbakhsh Ashkan Dejagah (rig.)                                                            | Cap: A.Dejagah                                                      |
| 24-1-2019                                                           | Abu Dhabi                                                           | Cina                                                                | 0 – 3                                                               | Iran                                                                | Coppa d'Asia 2019 - Quarti di finale                                | Mehdi Taremi Sardar Azmoun Karim Ansarifard                                                          | Cap: A.Dejagah                                                      |
| 28-1-2019                                                           | Al-'Ayn                                                             | Iran                                                                | 0 – 3                                                               | Giappone                                                            | Coppa d'Asia 2019 - Semifinale                                      | - | Cap: A.Dejagah                                                      |
| Totale                                                              |                                                                     | Presenze                                                            | 101                                                                 |                                                                     | Reti                                                                | 192                                                                                                  |                                                                     |

#### Nazionale colombiana nel dettaglio
| 2019             | Colombia        | Copa América 2019   | Quarti di finale          | 4  | 3 | 0 | 1 | 75,00 | 8  | 5  | +3 |
| 2020             | Colombia        | Qual. Mondiale 2022 | Esonerato durante la fase | 4  | 1 | 1 | 2 | 25,00 | 6  | 11 | -5 |
| Dal 2019 al 2020 | Colombia        | Amichevoli          |                           | 10 | 5 | 3 | 2 | 50,00 | 12 | 7  | +5 |
| Totale Colombia  | Totale Colombia | Totale Colombia     | Totale Colombia           | 18 | 9 | 4 | 5 | 50,00 | 26 | 23 | +3 |

#### Panchine da commissario tecnico della nazionale colombiana
| Cronologia completa delle presenze e delle reti in nazionale ― Colombia | Cronologia completa delle presenze e delle reti in nazionale ― Colombia | Cronologia completa delle presenze e delle reti in nazionale ― Colombia | Cronologia completa delle presenze e delle reti in nazionale ― Colombia | Cronologia completa delle presenze e delle reti in nazionale ― Colombia | Cronologia completa delle presenze e delle reti in nazionale ― Colombia | Cronologia completa delle presenze e delle reti in nazionale ― Colombia | Cronologia completa delle presenze e delle reti in nazionale ― Colombia |
| Data                                                                    | Città                                                                   | In casa                                                                 | Risultato                                                               | Ospiti                                                                  | Competizione                                                            | Reti                                                                    | Note                                                                    |
| ----------------------------------------------------------------------- | ----------------------------------------------------------------------- | ----------------------------------------------------------------------- | ----------------------------------------------------------------------- | ----------------------------------------------------------------------- | ----------------------------------------------------------------------- | ----------------------------------------------------------------------- | ----------------------------------------------------------------------- |
| 22-3-2019                                                               | Yokohama                                                                | Giappone                                                                | 0 – 1                                                                   | Colombia                                                                | Amichevole                                                              | Radamel Falcao (rig.)                                                   | Cap: R.Falcao                                                           |
| 26-3-2019                                                               | Seul                                                                    | Corea del Sud                                                           | 2 – 1                                                                   | Colombia                                                                | Amichevole                                                              | Luis Diaz                                                               | Cap: M.Uribe                                                            |
| 4-6-2019                                                                | Bogotà                                                                  | Colombia                                                                | 3 – 0                                                                   | Panama                                                                  | Amichevole                                                              | William Tesillo Luis Muriel Radamel Falcao (rig.)                       | Cap: R.Falcao                                                           |
| 9-6-2019                                                                | Lima                                                                    | Perù                                                                    | 0 – 3                                                                   | Colombia                                                                | Amichevole                                                              | 2 Mateus Uribe Duvan Zapata                                             | Cap: R.Falcao                                                           |
| 16-6-2019                                                               | Salvador de Bahia                                                       | Argentina                                                               | 0 – 2                                                                   | Colombia                                                                | Coppa America 2019 - 1º turno                                           | Roger Martinez Duvan Zapata                                             | Cap: R.Falcao                                                           |
| 19-6-2019                                                               | San Paolo                                                               | Colombia                                                                | 1 – 0                                                                   | Qatar                                                                   | Coppa America 2019 - 1º turno                                           | Duvan Zapata                                                            | Cap: J.Rodriguez                                                        |
| 23-6-2019                                                               | Salvador                                                                | Colombia                                                                | 1 – 0                                                                   | Paraguay                                                                | Coppa America 2019 - 1º turno                                           | Gustavo Cuéllar                                                         | Cap: R.Falcao                                                           |
| 29-6-2019                                                               | San Paolo                                                               | Colombia                                                                | 0 – 0 (4 - 5 dtr)                                                       | Cile                                                                    | Coppa America 2019 - Quarti di finale                                   | -                                                                       | Cap: R.Falcao                                                           |
| 7-9-2019                                                                | Miami Gardens                                                           | Brasile                                                                 | 2 – 2                                                                   | Colombia                                                                | Amichevole                                                              | 2 Luis Muriel                                                           | Cap: D.Ospina                                                           |
| 11-9-2019                                                               | Tampa                                                                   | Colombia                                                                | 0 – 0                                                                   | Venezuela                                                               | Amichevole                                                              | -                                                                       | Cap: J.Cuadrado                                                         |
| 12-10-2019                                                              | Alicante                                                                | Colombia                                                                | 0 – 0                                                                   | Cile                                                                    | Amichevole                                                              | -                                                                       | Cap: D.Ospina                                                           |
| 15-10-2019                                                              | Villeneuve-d'Ascq                                                       | Algeria                                                                 | 3 – 0                                                                   | Colombia                                                                | Amichevole                                                              | -                                                                       | Cap: D.Ospina                                                           |
| 16-11-2019                                                              | Miami Gardens                                                           | Colombia                                                                | 1 – 0                                                                   | Perù                                                                    | Amichevole                                                              | Alfredo Morelos                                                         | Cap: D.Ospina                                                           |
| 20-11-2019                                                              | Harrison                                                                | Ecuador                                                                 | 0 – 1                                                                   | Colombia                                                                | Amichevole                                                              | Mateus Uribe                                                            | Cap: D.Ospina                                                           |
| 10-10-2020                                                              | Barranquilla                                                            | Colombia                                                                | 3 – 0                                                                   | Venezuela                                                               | Qual. Mondiali 2022                                                     | Duvan Zapata 2 Luis Muriel                                              | Cap: J.Rodriguez                                                        |
| 14-10-2020                                                              | Santiago del Cile                                                       | Cile                                                                    | 2 – 2                                                                   | Colombia                                                                | Qual. Mondiali 2022                                                     | Jefferson Lerma Radamel Falcao                                          | Cap: J.Rodriguez                                                        |
| 13-11-2020                                                              | Barranquilla                                                            | Colombia                                                                | 0 – 3                                                                   | Uruguay                                                                 | Qual. Mondiali 2022                                                     | -                                                                       | Cap: D.Ospina                                                           |
| 17-11-2020                                                              | Quito                                                                   | Ecuador                                                                 | 6 – 1                                                                   | Colombia                                                                | Qual. Mondiali 2022                                                     | James Rodriguez (rig.)                                                  | Cap: J.Rodriguez                                                        |
| Totale                                                                  |                                                                         | Presenze                                                                | 18                                                                      |                                                                         | Reti                                                                    | 26                                                                      |                                                                         |

#### Nazionale egiziana nel dettaglio
| 2021             | Egitto        | Qual. Mondiali 2022   | Sub.,1º nel Gruppo F, qualificato | 4  | 3  | 1 | 0 | 75,00                        | 8  | 3 | +5  |
| 2022             | Egitto        | Qual. Mondiali 2022   | Spareggi                          | 2  | 1  | 0 | 1 | 50,00                        | 1  | 1 | 0   |
| 2021             | Egitto        | Coppa araba FIFA 2021 | Finale 3º-4º posto                | 3  | 1  | 2 | 1 | 33,33 \|\| 10 \|\| 3 \|\| +7 |    |   |     |
| 2022             | Egitto        | Coppa d'Africa 2021   | Finale                            | 7  | 5  | 0 | 2 | 71,43                        | 4  | 2 | +2  |
| Dal 2021 al 2022 | Egitto        | Amichevoli            |                                   | 1  | 1  | 0 | 0 | 100,00&                      | 2  | 0 | +2  |
| Totale Egitto    | Totale Egitto | Totale Egitto         | Totale Egitto                     | 20 | 12 | 5 | 3 | 60,00                        | 25 | 9 | +16 |

#### Panchine da commissario tecnico della nazionale egiziana
| Cronologia completa delle presenze e delle reti in nazionale ― Egitto | Cronologia completa delle presenze e delle reti in nazionale ― Egitto | Cronologia completa delle presenze e delle reti in nazionale ― Egitto | Cronologia completa delle presenze e delle reti in nazionale ― Egitto | Cronologia completa delle presenze e delle reti in nazionale ― Egitto | Cronologia completa delle presenze e delle reti in nazionale ― Egitto | Cronologia completa delle presenze e delle reti in nazionale ― Egitto | Cronologia completa delle presenze e delle reti in nazionale ― Egitto |
| Data                                                                  | Città                                                                 | In casa                                                               | Risultato                                                             | Ospiti                                                                | Competizione                                                          | Reti                                                                  | Note                                                                  |
| --------------------------------------------------------------------- | --------------------------------------------------------------------- | --------------------------------------------------------------------- | --------------------------------------------------------------------- | --------------------------------------------------------------------- | --------------------------------------------------------------------- | --------------------------------------------------------------------- | --------------------------------------------------------------------- |
| 30-9-2021                                                             | Alessandria d'Egitto                                                  | Egitto                                                                | 2 – 0                                                                 | Liberia                                                               | Amichevole                                                            | 2 Mohamed Sherif                                                      | Cap: A.Said                                                           |
| 8-10-2021                                                             | Alessandria d'Egitto                                                  | Egitto                                                                | 1 – 0                                                                 | Libia                                                                 | Qual. Mondiali 2022                                                   | Omar Marmoush                                                         | Cap: M.Salah                                                          |
| 11-10-2021                                                            | Bengasi                                                               | Libia                                                                 | 0 – 3                                                                 | Egitto                                                                | Qual. Mondiali 2022                                                   | Ahmed El Fotouh Mostafa Mohamed Ramadan Sobhi                         | Cap: M.Salah                                                          |
| 12-11-2021                                                            | Luanda                                                                | Angola                                                                | 2 – 2                                                                 | Egitto                                                                | Qual. Mondiali 2022                                                   | Mohamed Elneny Akram Tawfik                                           | Cap: M.Salah                                                          |
| 16-11-2021                                                            | Alessandria d'Egitto                                                  | Egitto                                                                | 2 – 1                                                                 | Gabon                                                                 | Qual. Mondiali 2022                                                   | Afsha (rig.) autorete                                                 | Cap: A.Fathi                                                          |
| 1-12-2021                                                             | Doha                                                                  | Egitto                                                                | 1 – 0                                                                 | Libano                                                                | Coppa araba FIFA 2021 - 1º turno                                      | Afsha (rig.)                                                          | Cap: A.El Solia                                                       |
| 4-12-2021                                                             | Doha                                                                  | Sudan                                                                 | 0 – 5                                                                 | Egitto                                                                | Coppa araba FIFA 2021 - 1º turno                                      | Ahmed Refaat Zizo (rig.) Mahmoud Hamdy Hussein Faisal Mohamed Sherif  | Cap: A.El Solia                                                       |
| 7-12-2021                                                             | Al Wakrah                                                             | Algeria                                                               | 1 – 1                                                                 | Egitto                                                                | Coppa araba FIFA 2021 - 1º turno                                      | Amr El Solia (rig.)                                                   | Cap: A.El Solia                                                       |
| 11-12-2021                                                            | Al Wakrah                                                             | Egitto                                                                | 3 – 1 dts                                                             | Giordania                                                             | Coppa araba FIFA 2021 - Quarti di finale                              | Mahmoud Hamdy Ahmed Refaat Marwan Dawoud                              | Cap: A.El Solia                                                       |
| 15-12-2021                                                            | Doha                                                                  | Tunisia                                                               | 1 – 0                                                                 | Egitto                                                                | Coppa araba FIFA 2021 - Semifinale                                    | -                                                                     | Cap: A.El Solia                                                       |
| 18-12-2021                                                            | Doha                                                                  | Egitto                                                                | 0 – 0 dts (4 – 5 dtr)                                                 | Qatar                                                                 | Coppa araba FIFA 2021 - Finale 3º-4º posto                            | -                                                                     | Cap: A.El Solia                                                       |
| 11-1-2022                                                             | Garoua                                                                | Nigeria                                                               | 1 – 0                                                                 | Egitto                                                                | Coppa d'Africa 2021 - 1º turno                                        | -                                                                     | Cap: M.Salah                                                          |
| 15-1-2022                                                             | Garoua                                                                | Guinea-Bissau                                                         | 0 – 1                                                                 | Egitto                                                                | Coppa d'Africa 2021 - 1º turno                                        | Mohamed Salah                                                         | Cap: M.Salah                                                          |
| 19-1-2022                                                             | Yaoundé                                                               | Egitto                                                                | 1 – 0                                                                 | Sudan                                                                 | Coppa d'Africa 2021 - 1º turno                                        | Mohamed Abdel Monem                                                   | Cap: M.Salah                                                          |
| 26-1-2022                                                             | Douala                                                                | Costa d'Avorio                                                        | 0 – 0 dts (4 – 5 dtr)                                                 | Egitto                                                                | Coppa d'Africa 2021 - Ottavi di finale                                | -                                                                     | Cap: M.Salah                                                          |
| 30-1-2022                                                             | Yaoundé                                                               | Egitto                                                                | 2 – 1 dts                                                             | Marocco                                                               | Coppa d'Africa 2021 - Quarti di finale                                | Mohamed Salah Trezeguet                                               | Cap: M.Salah                                                          |
| 3-2-2022                                                              | Yaoundé                                                               | Camerun                                                               | 0 – 0 dts (1 – 3 dtr)                                                 | Egitto                                                                | Coppa d'Africa 2021 - Semifinale                                      | -                                                                     | Cap: M.Salah                                                          |
| 6-2-2022                                                              | Yaoundé                                                               | Senegal                                                               | 0 – 0 dts (4 – 2 dtr)                                                 | Egitto                                                                | Coppa d'Africa 2021 - Finale                                          | -                                                                     | Cap: M.Salah                                                          |
| 25-3-2022                                                             | Il Cairo                                                              | Egitto                                                                | 1 – 0                                                                 | Senegal                                                               | Qual. Mondiali 2022                                                   | autorete                                                              | Cap: M.Salah                                                          |
| 29-3-2022                                                             | Dakar                                                                 | Senegal                                                               | 1 – 0 dts (3 – 1 dtr)                                                 | Egitto                                                                | Qual. Mondiali 2022                                                   | -                                                                     | Cap: M.Salah                                                          |
| Totale                                                                |                                                                       | Presenze                                                              | 20                                                                    |                                                                       | Reti                                                                  | 25                                                                    |                                                                       |

#### Nazionale iraniana 2º mandato nel dettaglio
| 2022                   | Iran                   | Mondiale 2022          | Fase a gironi          | 3 | 1 | 0 | 2 | 33,33 | 4 | 7  | -3 |
| Dal 2022 al 2023       | Iran                   | Amichevoli             |                        | 4 | 2 | 1 | 1 | 50,00 | 3 | 3  | 0  |
| Totale Iran 2º mandato | Totale Iran 2º mandato | Totale Iran 2º mandato | Totale Iran 2º mandato | 7 | 3 | 1 | 3 | 42,86 | 7 | 10 | -3 |

#### Panchine da commissario tecnico della nazionale iraniana
| Cronologia completa delle presenze e delle reti in nazionale ― Iran | Cronologia completa delle presenze e delle reti in nazionale ― Iran | Cronologia completa delle presenze e delle reti in nazionale ― Iran | Cronologia completa delle presenze e delle reti in nazionale ― Iran | Cronologia completa delle presenze e delle reti in nazionale ― Iran | Cronologia completa delle presenze e delle reti in nazionale ― Iran | Cronologia completa delle presenze e delle reti in nazionale ― Iran | Cronologia completa delle presenze e delle reti in nazionale ― Iran |
| Data                                                                | Città                                                               | In casa                                                             | Risultato                                                           | Ospiti                                                              | Competizione                                                        | Reti                                                                | Note                                                                |
| ------------------------------------------------------------------- | ------------------------------------------------------------------- | ------------------------------------------------------------------- | ------------------------------------------------------------------- | ------------------------------------------------------------------- | ------------------------------------------------------------------- | ------------------------------------------------------------------- | ------------------------------------------------------------------- |
| 23-9-2022                                                           | Sankt Pölten                                                        | Uruguay                                                             | 0 – 1                                                               | Iran                                                                | Amichevole                                                          | Mehdi Taremi                                                        | Cap: E.Hajsafi                                                      |
| 27-9-2022                                                           | Maria Enzersdorf                                                    | Iran                                                                | 1 – 1                                                               | Senegal                                                             | Amichevole                                                          | Sardar Azmoun                                                       | Cap: E.Hajsafi                                                      |
| 10-11-2022                                                          | Teheran                                                             | Iran                                                                | 1 – 0                                                               | Nicaragua                                                           | Amichevole                                                          | Mehdi Torabi                                                        | Cap: V.Amiri                                                        |
| 16-11-2022                                                          | Teheran                                                             | Iran                                                                | 0 – 2                                                               | Tunisia                                                             | Amichevole                                                          | -                                                                   | Cap: E.Hajsafi                                                      |
| 21-11-2022                                                          | Doha                                                                | Inghilterra                                                         | 6 – 2                                                               | Iran                                                                | Mondiali 2022 - 1º turno                                            | 2 Mehdi Taremi 1 (rig.)                                             | Cap: E.Hajsafi                                                      |
| 25-11-2022                                                          | Al Rayyan                                                           | Galles                                                              | 0 – 2                                                               | Iran                                                                | Mondiali 2022 - 1º turno                                            | Rouzbeh Cheshmi Ramin Rezaian                                       | Cap: E.Hajsafi                                                      |
| 29-11-2022                                                          | Doha                                                                | Iran                                                                | 0 – 1                                                               | Stati Uniti                                                         | Mondiali 2022 - 1º turno                                            | -                                                                   | Cap: E.Hajsafi                                                      |
| Totale                                                              |                                                                     | Presenze                                                            | 7                                                                   |                                                                     | Reti                                                                | 7                                                                   |                                                                     |

#### Nazionale qatariota nel dettaglio
| 2023         | Qatar        | Qual. Mondiale 2026 | Risoluzione durante la fase | 2  | 2 | 0 | 0 | 100,00& | 11 | 1  | +10 |
| 2023         | Qatar        | Gold Cup            | Quarti di finale            | 4  | 1 | 1 | 2 | 25,00   | 3  | 7  | -4  |
| 2023         | Qatar        | Amichevoli          |                             | 6  | 2 | 1 | 3 | 33,33   | 10 | 14 | -4  |
| Totale Qatar | Totale Qatar | Totale Qatar        | Totale Qatar                | 12 | 5 | 2 | 5 | 41,67   | 24 | 22 | +2  |

#### Panchine da commissario tecnico della nazionale qatariota
| Cronologia completa delle presenze e delle reti in nazionale ― Qatar | Cronologia completa delle presenze e delle reti in nazionale ― Qatar | Cronologia completa delle presenze e delle reti in nazionale ― Qatar | Cronologia completa delle presenze e delle reti in nazionale ― Qatar | Cronologia completa delle presenze e delle reti in nazionale ― Qatar | Cronologia completa delle presenze e delle reti in nazionale ― Qatar | Cronologia completa delle presenze e delle reti in nazionale ― Qatar                             | Cronologia completa delle presenze e delle reti in nazionale ― Qatar |
| Data                                                                 | Città                                                                | In casa                                                              | Risultato                                                            | Ospiti                                                               | Competizione                                                         | Reti                                                                                             | Note                                                                 |
| -------------------------------------------------------------------- | -------------------------------------------------------------------- | -------------------------------------------------------------------- | -------------------------------------------------------------------- | -------------------------------------------------------------------- | -------------------------------------------------------------------- | ------------------------------------------------------------------------------------------------ | -------------------------------------------------------------------- |
| 15-6-2023                                                            | Kingston                                                             | Giamaica                                                             | 1 – 2                                                                | Qatar                                                                | Amichevole                                                           | Homam Ahmed Mohammed Muntari                                                                     | Cap: A.Assadalla                                                     |
| 19-6-2023                                                            | Vienna                                                               | Qatar                                                                | 0 – 1                                                                | Nuova Zelanda                                                        | Amichevole                                                           | -                                                                                                | Cap: H. Al-Haydos                                                    |
| 26-6-2023                                                            | Houston                                                              | Haiti                                                                | 2 – 1                                                                | Qatar                                                                | Gold Cup 2023 - 1º turno                                             | Yusuf Abdurisag                                                                                  | Cap: H. Al-Haydos                                                    |
| 29-6-2023                                                            | Glendale                                                             | Qatar                                                                | 1 – 1                                                                | Honduras                                                             | Gold Cup 2023 - 1º turno                                             | Tameem Al-Abdullah                                                                               | Cap: H. Al-Haydos                                                    |
| 2-7-2023                                                             | Santa Clara                                                          | Messico                                                              | 0 – 1                                                                | Qatar                                                                | Gold Cup 2023 - 1º turno                                             | Hazem Shehata                                                                                    | Cap: H. Al-Haydos                                                    |
| 8-7-2023                                                             | Arlington                                                            | Panama                                                               | 4 – 0                                                                | Qatar                                                                | Gold Cup 2023 - Quarti di finale                                     | -                                                                                                | Cap: H. Al-Haydos                                                    |
| 7-9-2023                                                             | Al Wakrah                                                            | Qatar                                                                | 1 – 2                                                                | Kenya                                                                | Amichevole                                                           | Hassan Al-Haydos (rig.)                                                                          | Cap: H. Al-Haydos                                                    |
| 12-9-2023                                                            | Al Wakrah                                                            | Qatar                                                                | 1 – 1                                                                | Russia                                                               | Amichevole                                                           | Ahmed Alaaeldin                                                                                  | Cap: H. Al-Haydos                                                    |
| 12-10-2023                                                           | Amman                                                                | Qatar                                                                | 0 – 0 dts (6 - 5 dtr)                                                | Iraq                                                                 | Torneo Internazionale Giordania 2023 (Semifinale)                    |                                                                                                  | Cap: H. Al-Haydos                                                    |
| 17-10-2023                                                           | Amman                                                                | Iran                                                                 | 4 – 0                                                                | Qatar                                                                | Torneo Internazionale Giordania 2023 (Finale)                        |                                                                                                  | Cap: H. Al-Haydos                                                    |
| 16-11-2023                                                           | Al-Rayyan                                                            | Qatar                                                                | 8 – 1                                                                | Afghanistan                                                          | Qual. Mondiali 2026                                                  | Hassan Al-Haydos 4 Almoez Ali (2 rig.) Mostafa Meshaal Ahmed Alaaeldin (rig.) Tameem Al-Abdullah | Cap: H. Al-Haydos                                                    |
| 21-11-2023                                                           | Bhubaneswar                                                          | India                                                                | 0 – 3                                                                | Qatar                                                                | Qual. Mondiali 2026                                                  | Mostafa Meshaal Almoez Ali Yusuf Abdurisag                                                       | Cap: H. Al-Haydos                                                    |
| Totale                                                               |                                                                      | Presenze                                                             | 12                                                                   |                                                                      | Reti                                                                 | 24                                                                                               |                                                                      |

## Palmarès

### Club
- Coppa del Portogallo: 1

Sporting Lisbona: 1994-1995
- Supercoppa di Portogallo: 1

Sporting Lisbona: 1995
- Supercoppa di Spagna: 1

Real Madrid: 2003

### Nazionale
- Campionato mondiale Under-20: 2

Portogallo: Arabia Saudita 1989, Portogallo 1991